# Liste des plus hauts gratte-ciel du monde

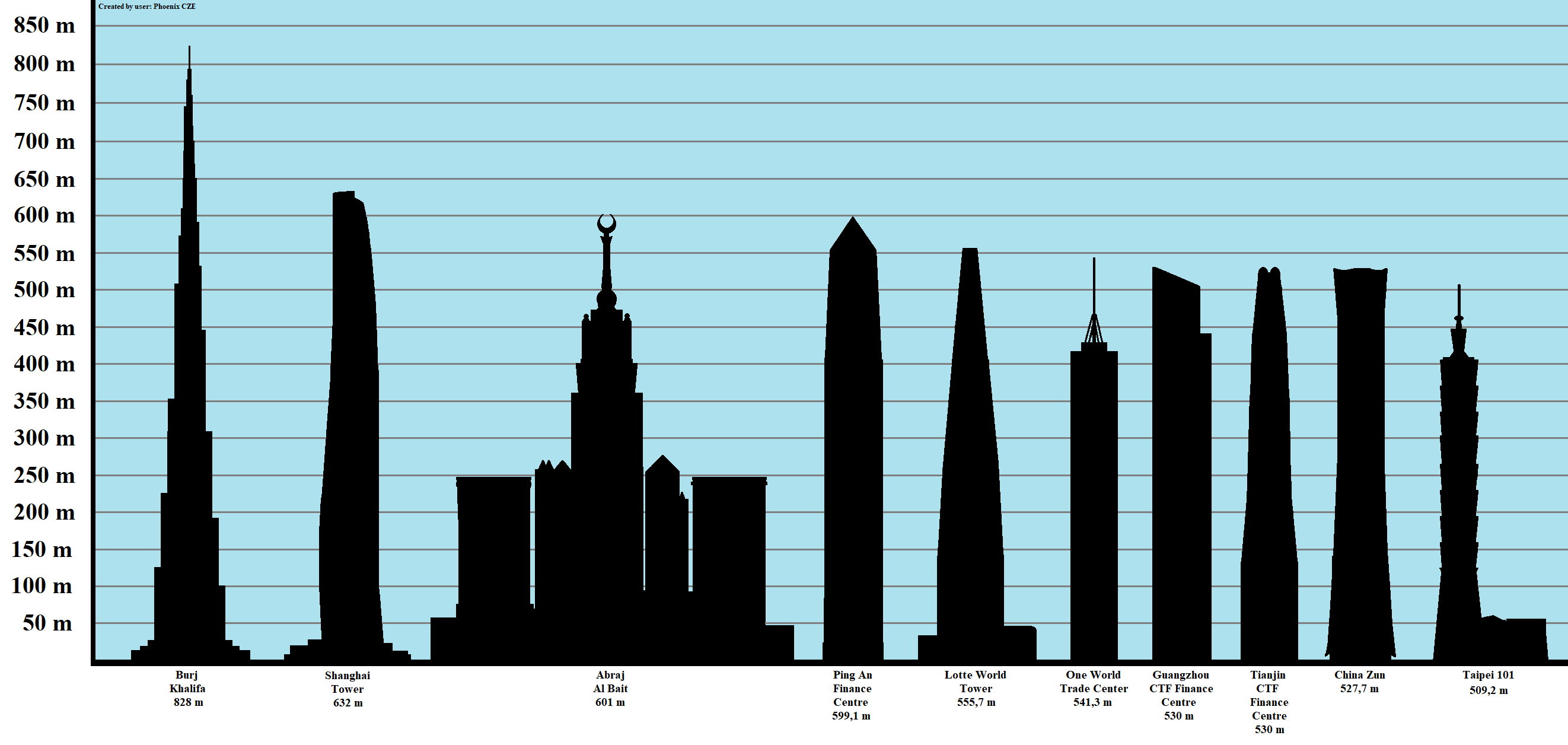
Diagramme des plus hauts gratte-ciel du monde en 2020.

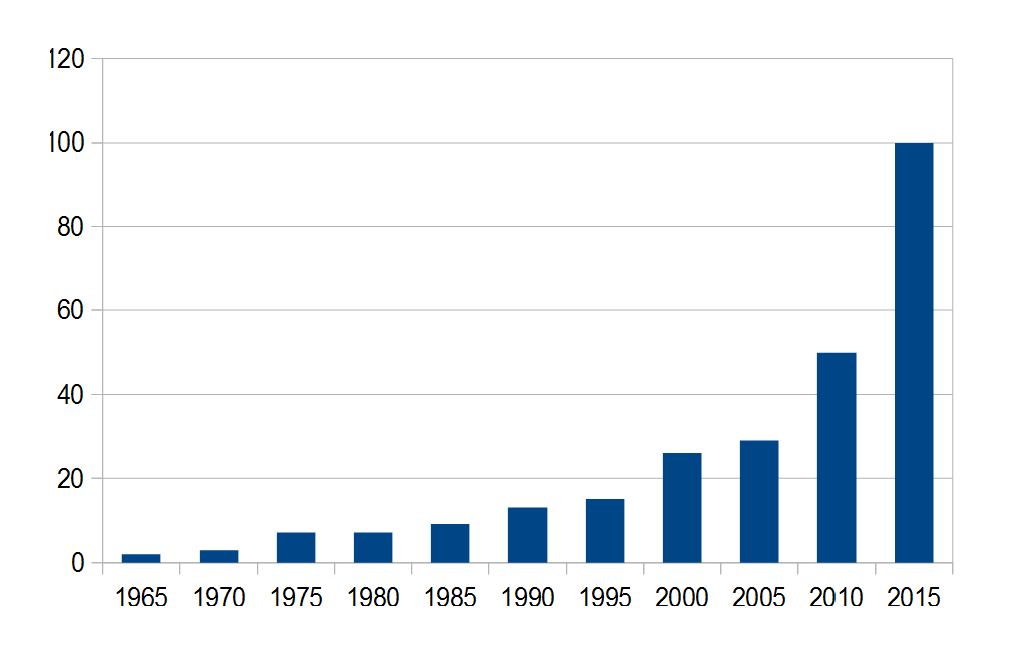
Évolution du nombre de gratte-ciel achevés de 300 mètres ou plus de 1965 à 2015.

Cette page dresse la liste des plus hauts gratte-ciel du monde.

## Méthode
Les classements se font de la façon suivante : 
- le premier classement prend en compte la hauteur structurelle des édifices, c’est-à-dire comprenant les flèches éventuelles. La hauteur du toit peut être moindre ; les antennes ne faisant pas partie du gratte-ciel à proprement parler ne sont pas incluses. Cette mesure est souvent considérée comme la hauteur officielle des gratte-ciel
- le second classement classe les édifices dont la construction est en cours (pas ceux dont la construction est interrompue ou bien ceux dont la construction n'a pas encore débuté) ;
- les classements ne prennent en compte que les gratte-ciel. En sont exclus les tours autoportantes, les tours et mâts de télévision (tour de transmission de Radio Varsovie, tour Eiffel), les pylônes électriques, les édifices religieux et les cheminées d'usines ;
- le nombre d'étages indiqué ne comprend pas les étages situés en sous-sol ;
- la liste ne mentionne pas le World Trade Center de New York (détruit lors des attentats du 11 septembre 2001) dont le toit culminait à 417 mètres et l'antenne à 526,3 mètres ;
- Taïwan et Hong Kong sont présentés séparément de la Chine.

## Gratte-ciel construits

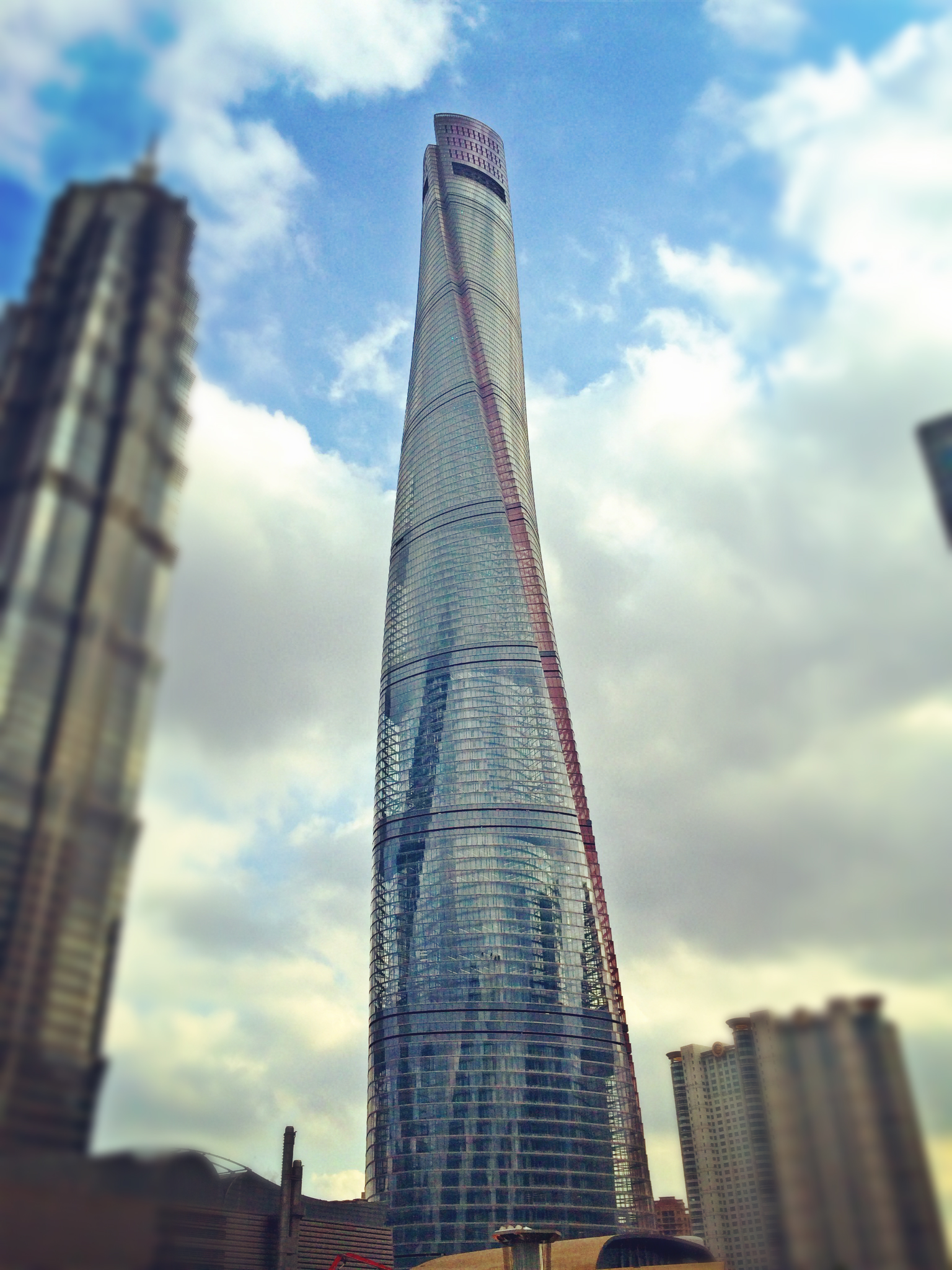
Tour Shanghai (Shanghai)
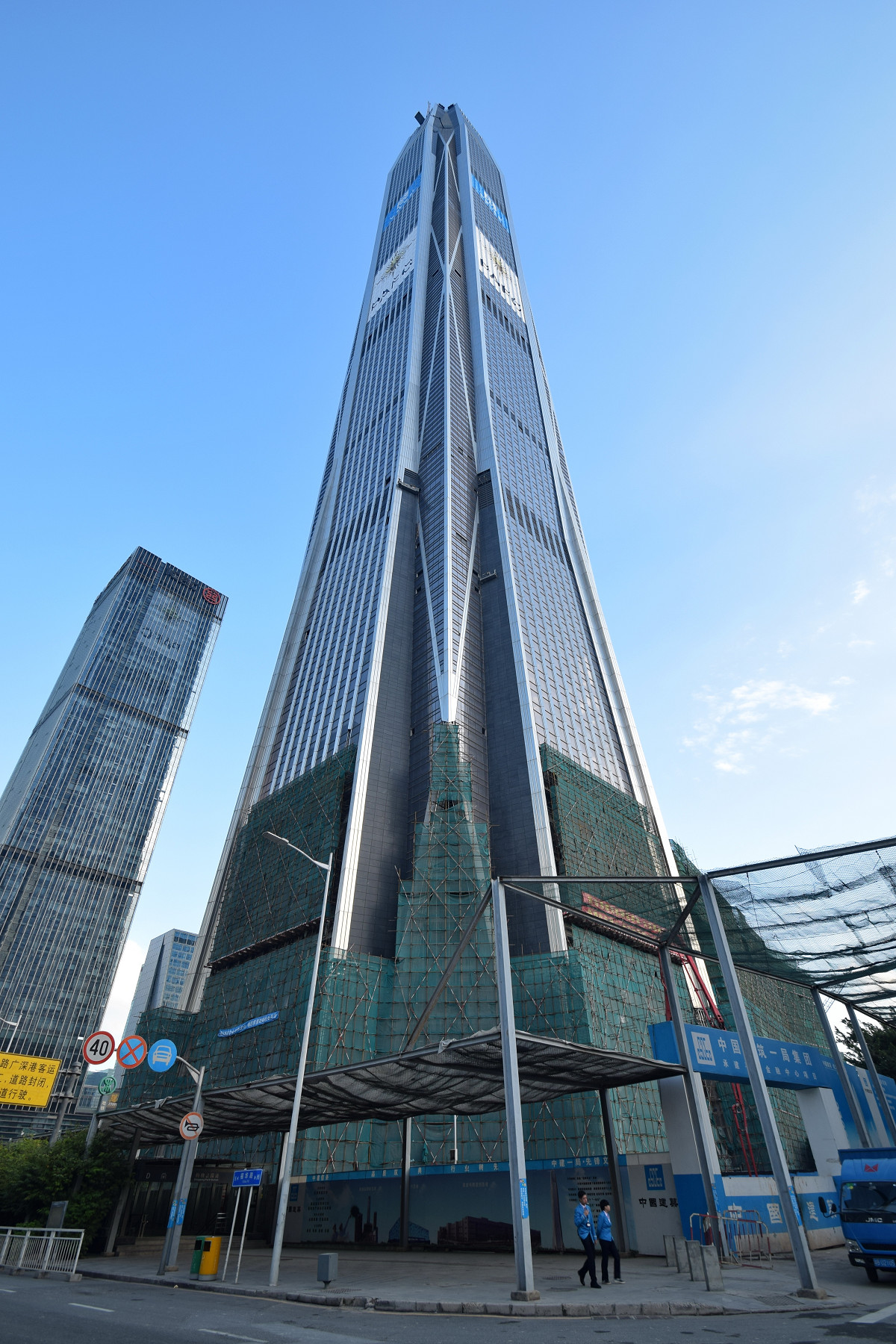
Ping An Finance Centre (Shenzhen)
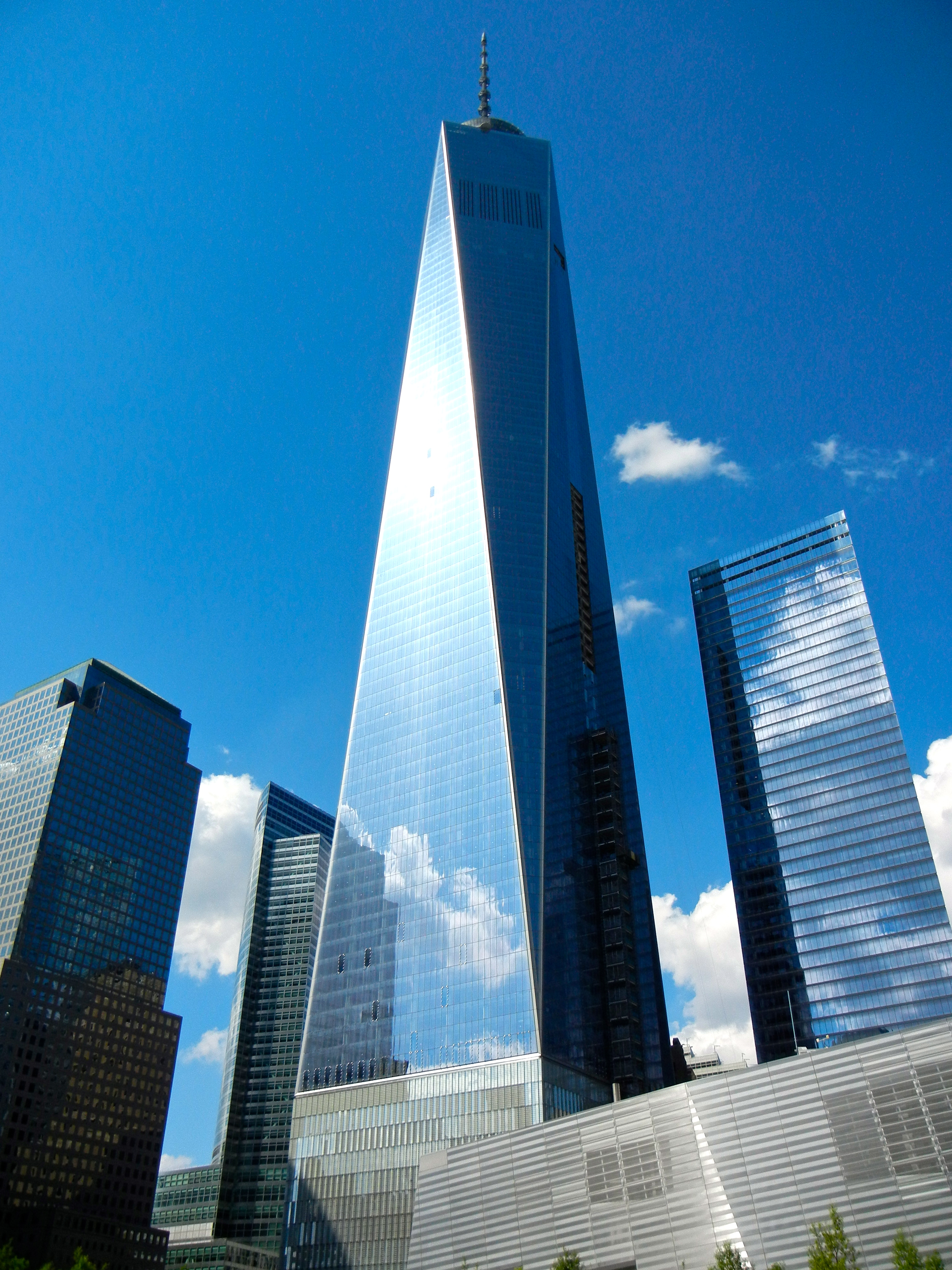
One World Trade Center (New York)
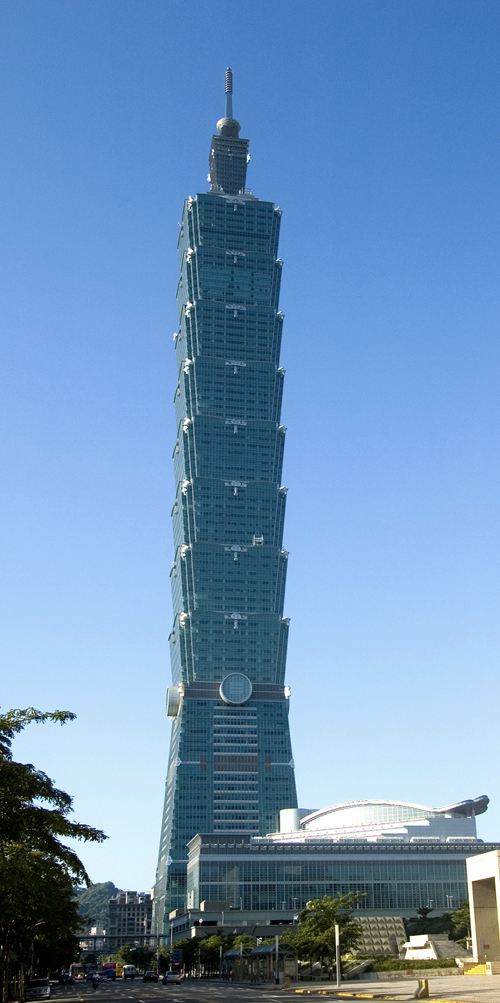
Taipei 101 (Taipei)
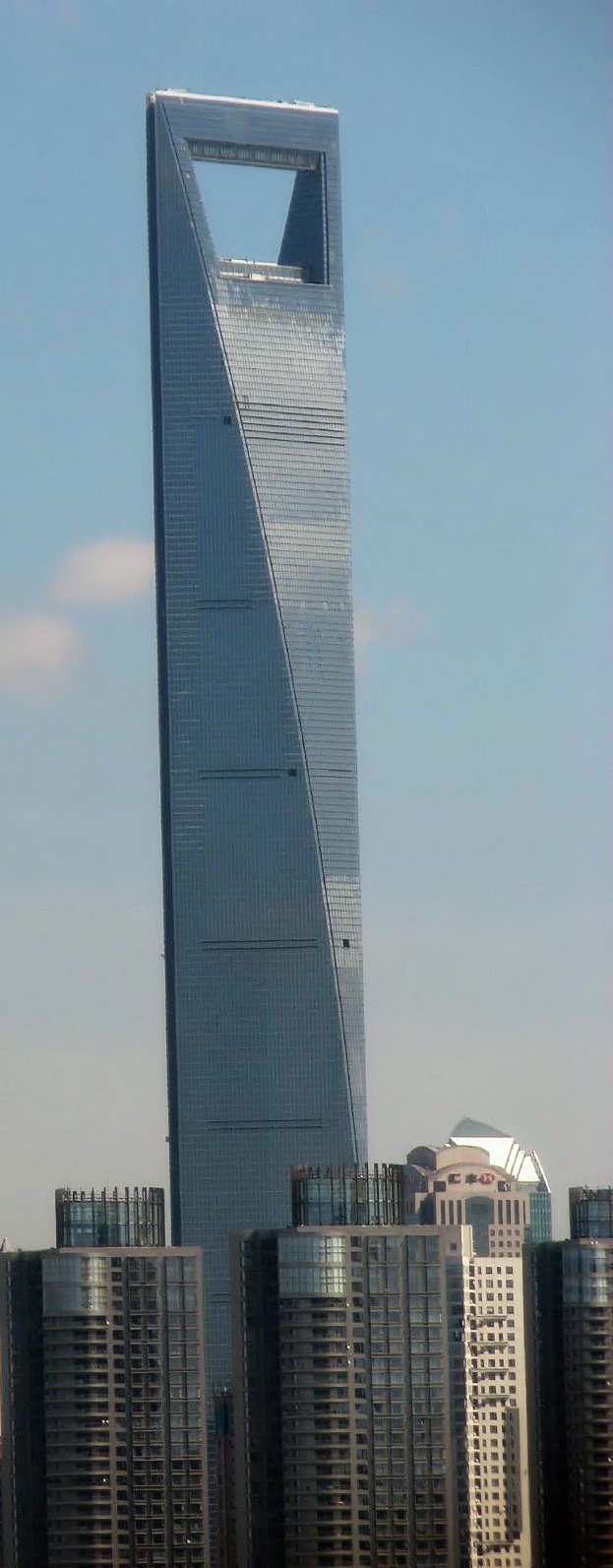
Shanghai World Financial Center (Shanghai)
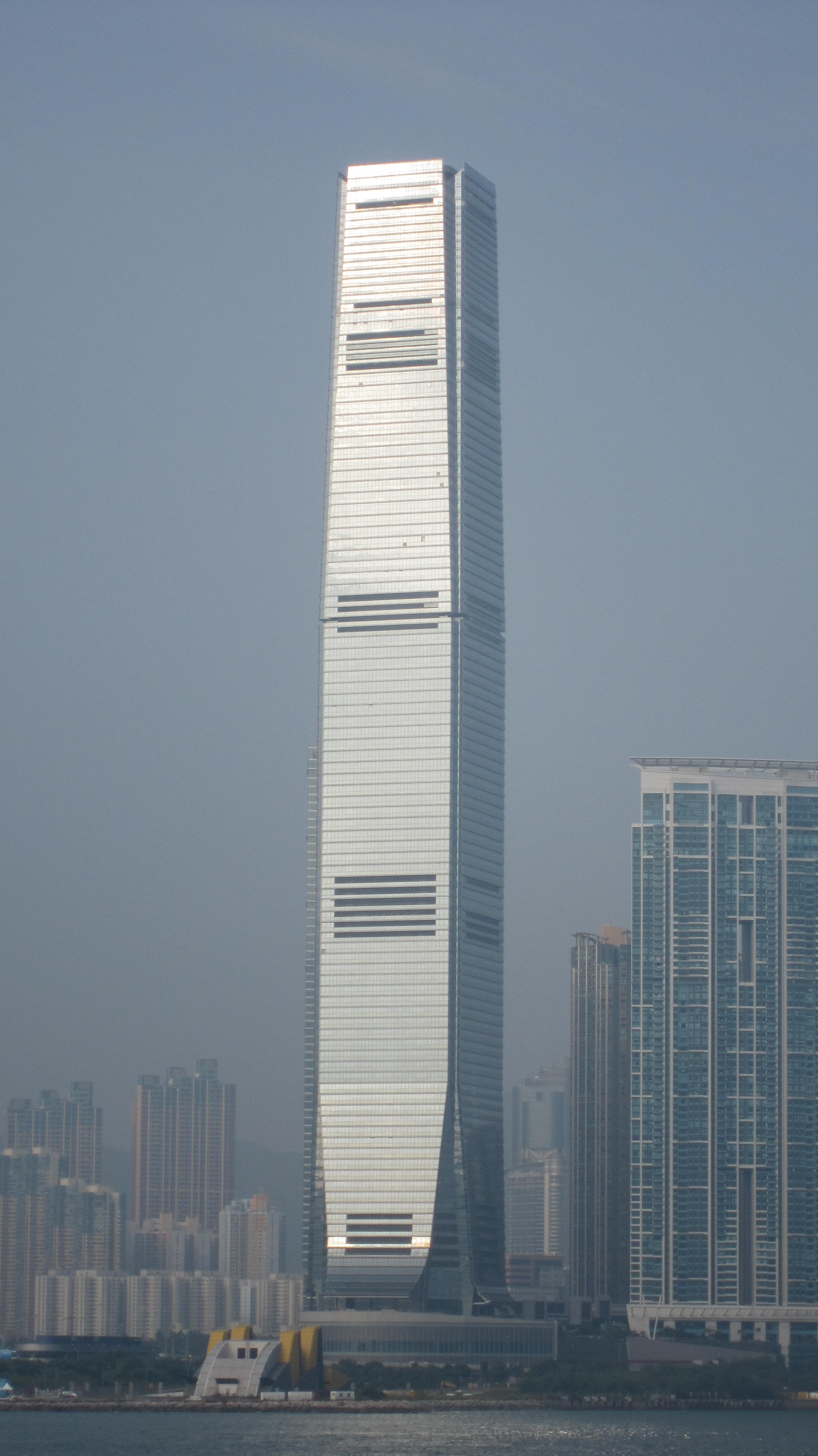
International Commerce Center (Hong Kong)
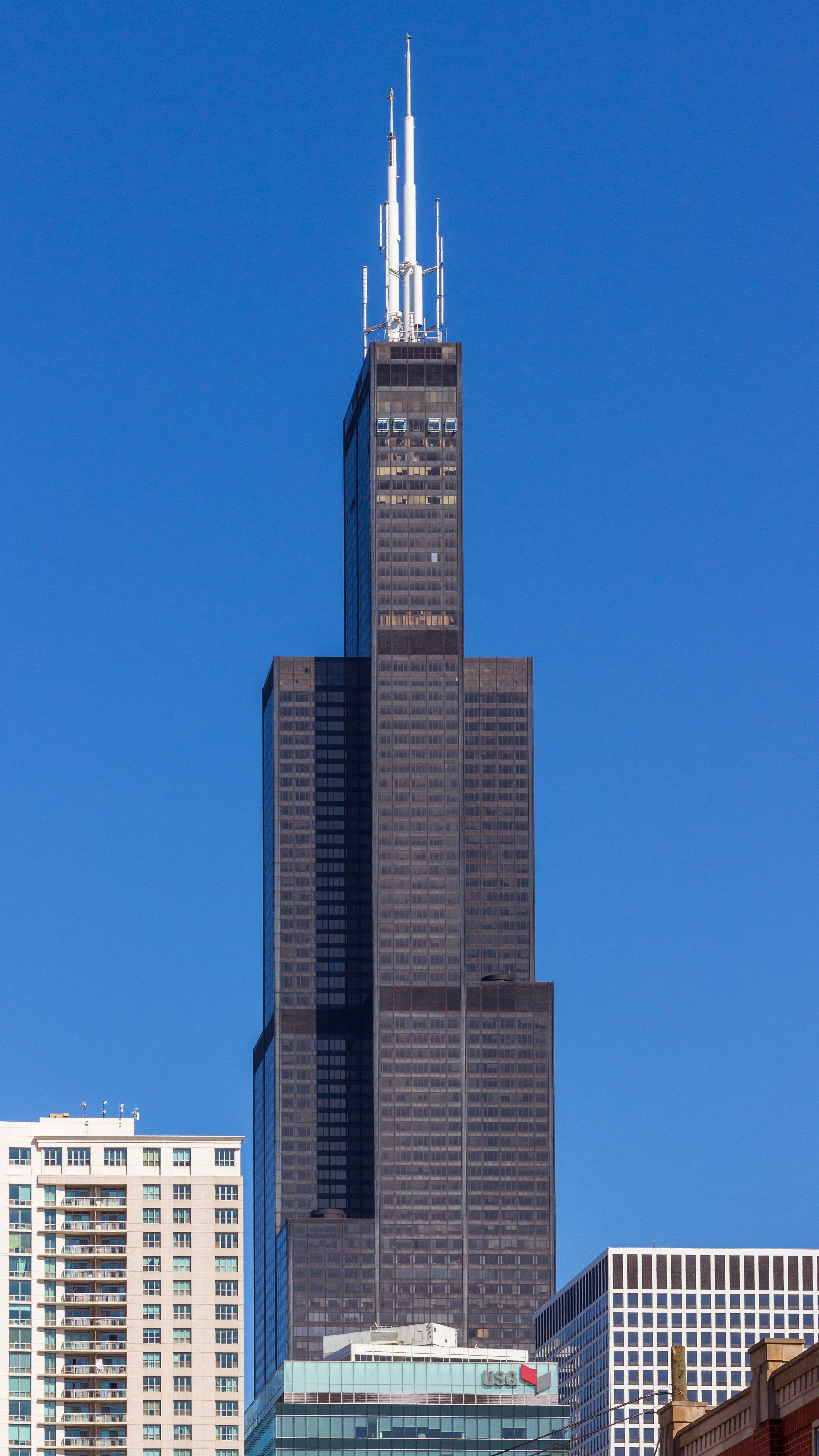
Willis Tower (Chicago)
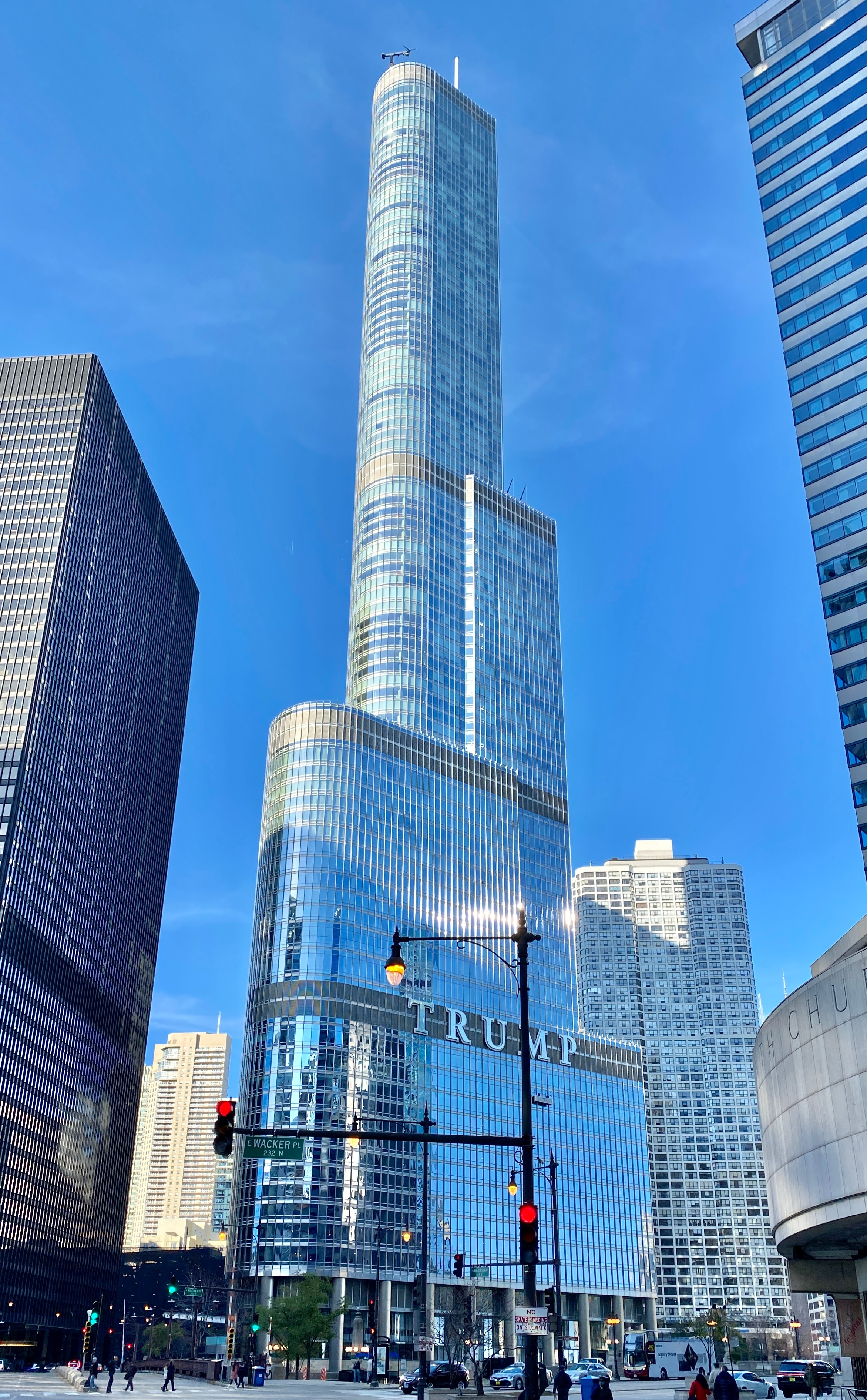
Trump International Hotel & Tower (Chicago)
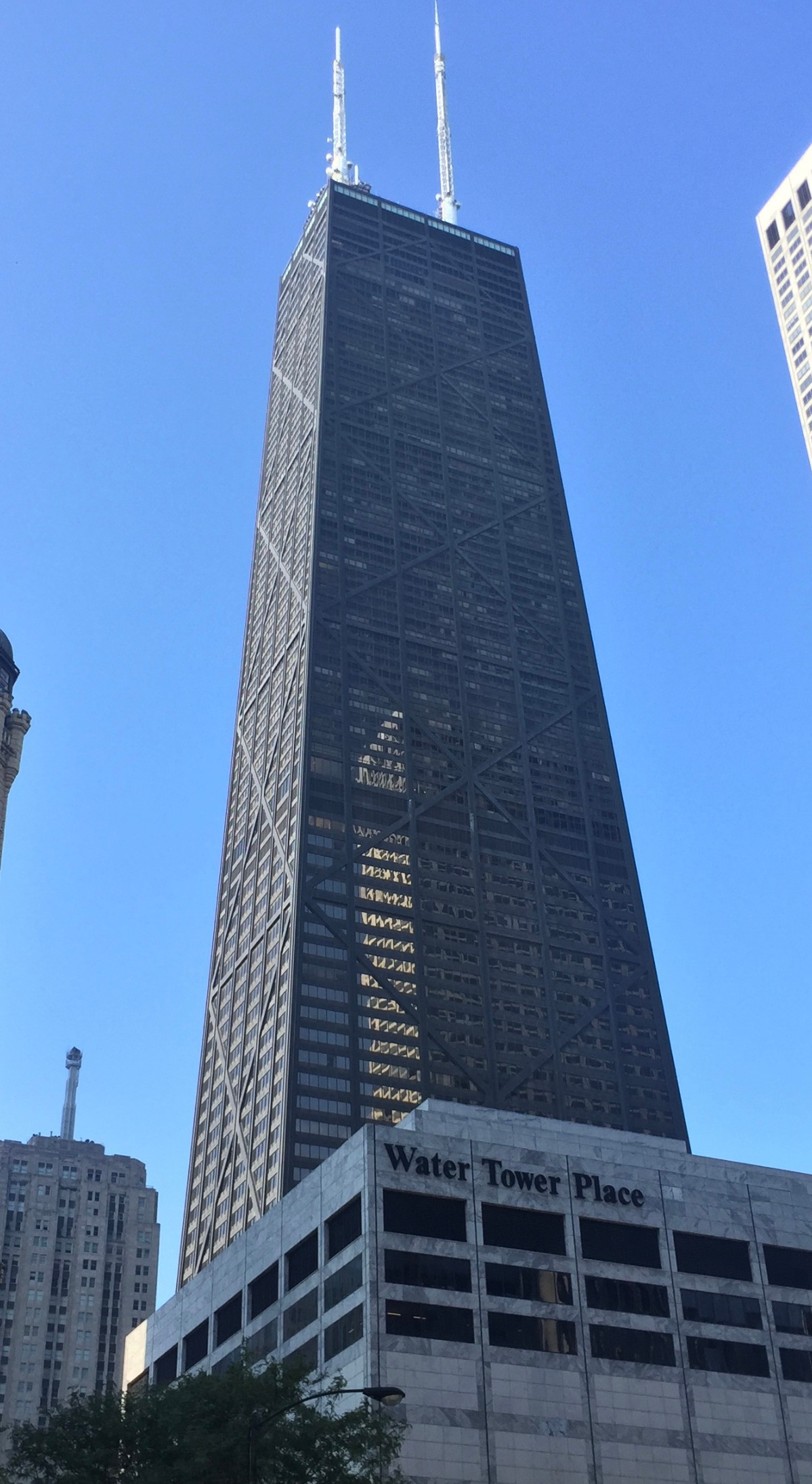
875 North Michigan Avenue (Chicago)
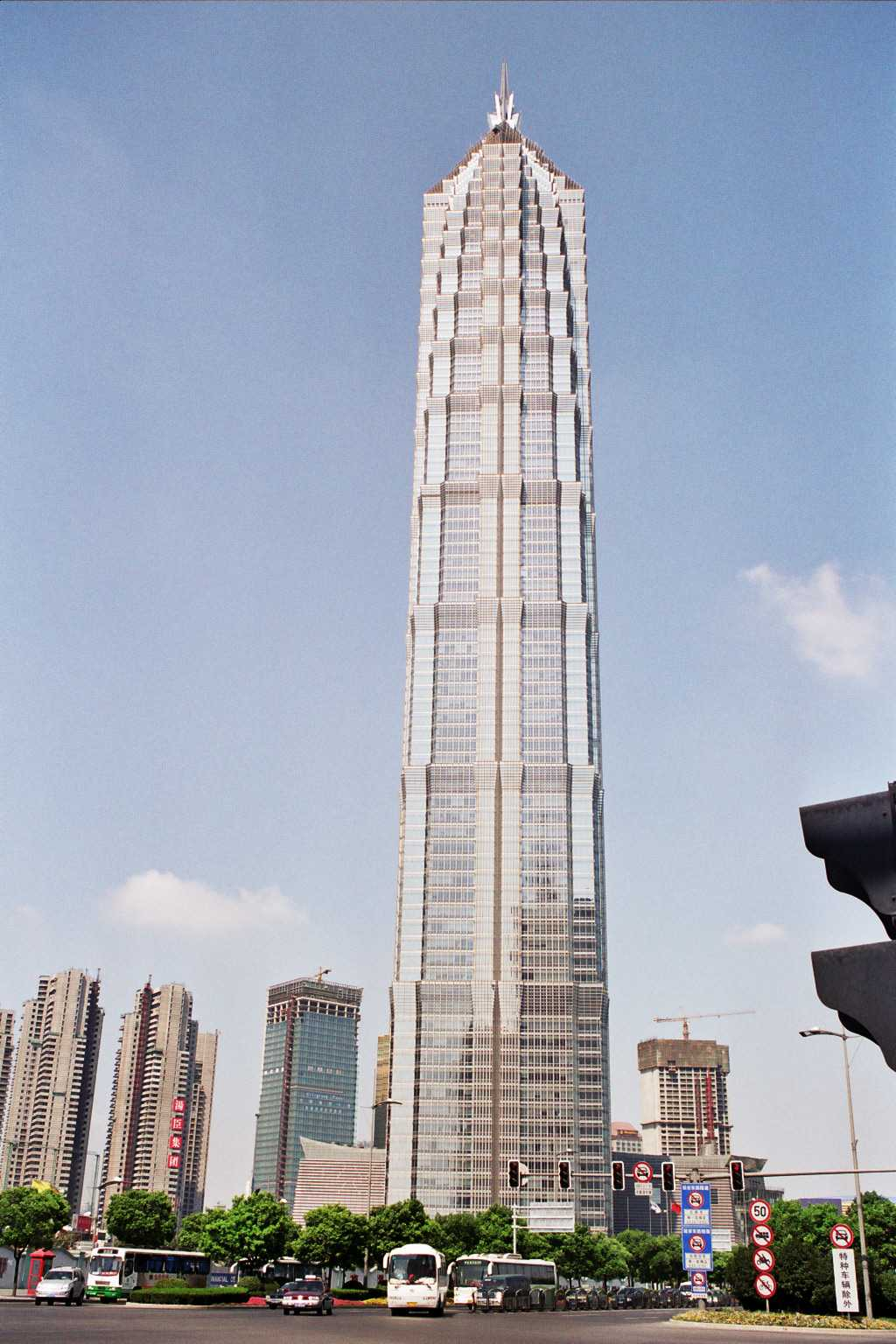
Jin Mao Tower (Shanghai)
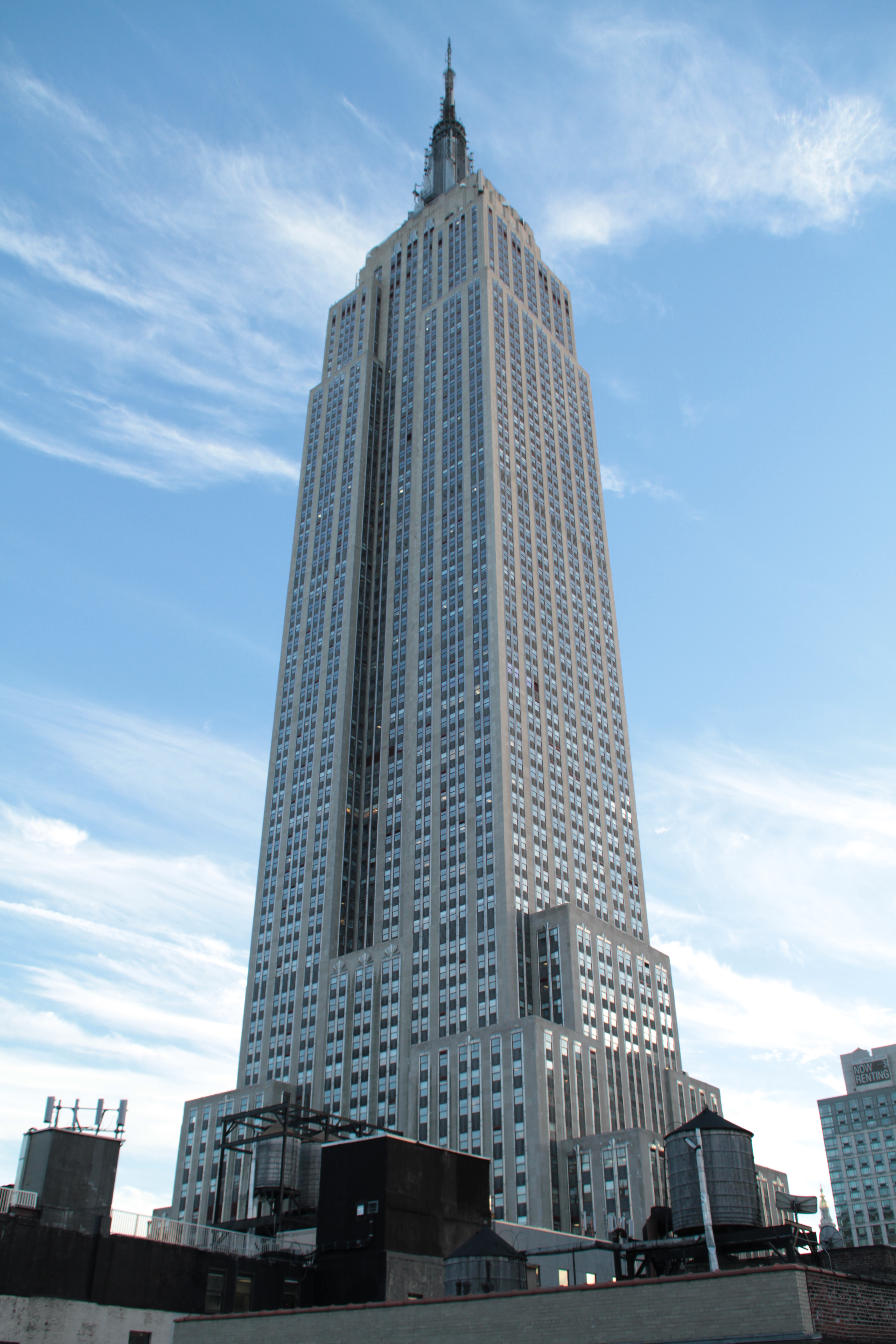
Empire State Building (New York)
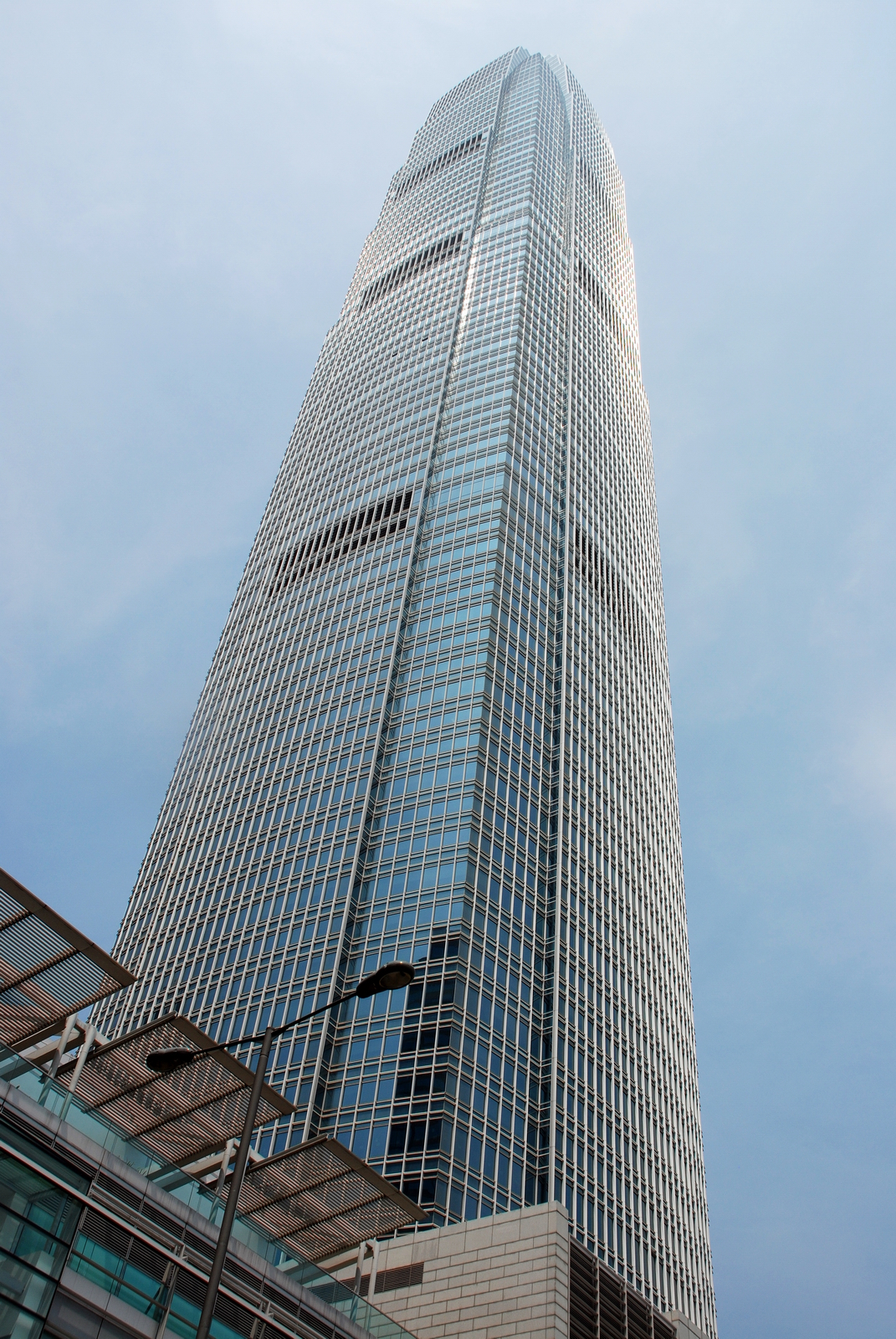
Two International Finance Centre (Hong Kong)
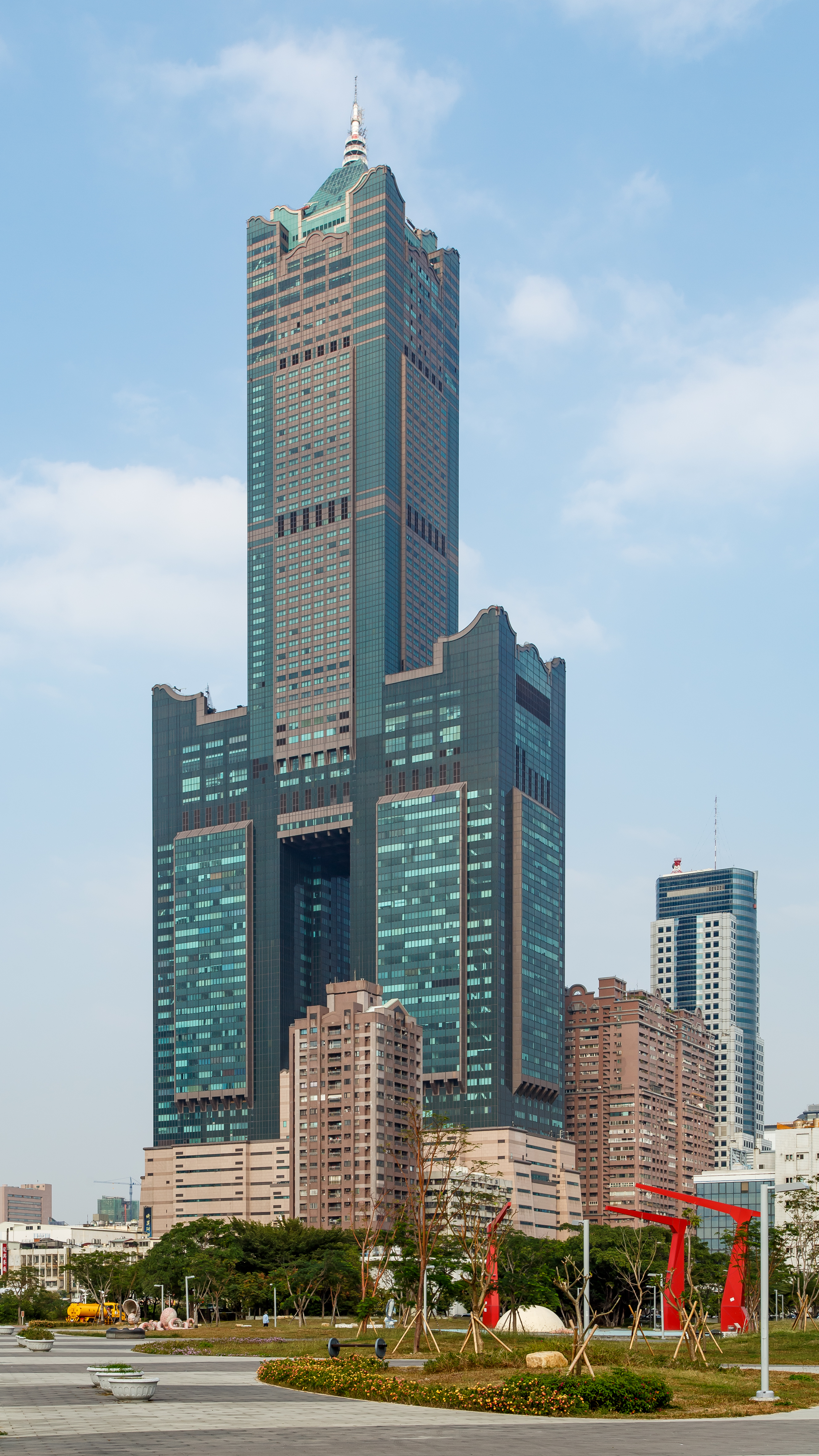
Tuntex Sky Tower (Kaohsiung)

### Gratte-ciel construits (hauteur structurelle) (350-828 mètres)
Ce tableau recense les plus hauts gratte-ciel selon leur hauteur structurelle. Ceux dont le nom est en gras étaient le plus haut gratte-ciel du monde à leur inauguration.
* signifie que le gratte-ciel est en cours d'achèvement et a déjà atteint sa hauteur finale.
| Numéro 1 mondial | Anciens records | Construction presque terminée |

Classement actualisé au 27 décembre 2023
| Rang | Nom                                            | Ville             | Hauteur structurelle | Hauteur dernier étage | Étages | Année |
| ---- | ---------------------------------------------- | ----------------- | -------------------- | --------------------- | ------ | ----- |
| 1    | Burj Khalifa                                   | Dubaï             | 828 m                | 584,5 m               | 163    | 2010  |
| 2    | Merdeka PNB118                                 | Kuala Lumpur      | 678,9 m              | 525,2 m               | 118    | 2023  |
| 3    | Tour Shanghai                                  | Shanghai          | 632 m                | 561,3 m               | 128    | 2015  |
| 4    | Makkah Clock Royal Tower                       | La Mecque         | 601 m                | 558,7 m               | 120    | 2012  |
| 5    | Tour de télévision et de tourisme de Canton    | Canton            | 600 m                | 462,1 m               | 37     | 2010  |
| 6    | Ping An Finance Centre                         | Shenzhen          | 599 m                | 561,7 m               | 115    | 2017  |
| 7    | Lotte World Tower                              | Séoul             | 555.7 m              | 497.6 m               | 123    | 2017  |
| 8    | One World Trade Center                         | New York          | 541,3 m              | 386,6 m               | 104    | 2014  |
| 9    | CTF Finance Centre                             | Canton            | 530 m                | 494,5 m               | 111    | 2016  |
| 10   | Tianjin Chow Tai Fook Binhai Center            | Tianjin           | 530 m                | 439,4 m               | 97     | 2019  |
| 11   | Citic Tower                                    | Pékin             | 528 m                | 515 m                 | 108    | 2018  |
| 12   | Taipei 101                                     | Taipei            | 509,2 m              | 439,2 m               | 101    | 2004  |
| 13   | Shanghai World Financial Center                | Shanghai          | 492 m                | 474 m                 | 101    | 2008  |
| 14   | International Commerce Center                  | Hong Kong         | 484 m                | 468,8 m               | 108    | 2010  |
| 15   | Wuhan Greenland Center                         | Wuhan             | 475,6 m              | 467 m                 | 101    | 2023  |
| 16   | Central Park Tower                             | New York          | 472,4 m              | 442 m                 | 98     | 2020  |
| 17   | Vincom Landmark 81                             | Hô Chi Minh-Ville | 469,5 m              | 382,7 m               | 81     | 2018  |
| 18   | Lakhta Center                                  | Saint-Pétersbourg | 462 m                | 335,4 m               | 86     | 2019  |
| -    | International Land-Sea Center                  | Chongqing         | 458,2 m              | 429,8 m               | 98     | 2024* |
| 19   | Changsha IFS Tower T1                          | Changsha          | 452,1 m              | 437,1 m               | 94     | 2018  |
| 20   | Tour Petronas 1                                | Kuala Lumpur      | 451,9 m              | 375 m                 | 88     | 1998  |
| 20   | Tour Petronas 2                                | Kuala Lumpur      | 451,9 m              | 375 m                 | 88     | 1998  |
| 21   | Suzhou IFS                                     | Suzhou            | 450 m                | 406,4 m               | 98     | 2019  |
| 22   | Zifeng Tower                                   | Nankin            | 450 m                | 316,6 m               | 89     | 2010  |
| 23   | The Exchange 106                               | Kuala Lumpur      | 445,1 m              | 396,9 m               | 95     | 2019  |
| 24   | Wuhan Center                                   | Wuhan             | 443,1 m              | ?                     | 88     | 2019  |
| 25   | Willis Tower (anciennement Sears Tower)        | Chicago           | 442,1 m              | 412,7 m               | 108    | 1974  |
| 26   | Kingkey 100                                    | Shenzhen          | 441,8 m              | 427,1 m               | 100    | 2011  |
| 27   | Guangzhou International Finance Center         | Canton            | 438,6 m              | 415,1 m               | 103    | 2010  |
| 28   | 111 West 57th Street                           | New York          | 435,3 m              | 345,5 m               | 84     | 2021  |
| 29   | One Vanderbilt                                 | New York          | 427 m                | 305,1 m               | 59     | 2020  |
| -    | Nanjing Financial City Phase II Plot C Tower 1 | Nanjing           | 426 m                | 422,7 m               | 88     | 2024* |
| 30   | 432 Park Avenue                                | New York          | 425,5 m              | 392,1 m               | 85     | 2015  |
| 31   | Marina 101                                     | Dubaï             | 425 m                | 370,9 m               | 101    | 2017  |
| 32   | Trump International Hotel and Tower            | Chicago           | 423,2 m              | 340,1 m               | 98     | 2009  |
| 33   | Minying International Trade Center T2          | Dongguan          | 422,6 m              | 384,8 m               | 85     | 2021  |
| 34   | Jin Mao Tower                                  | Shanghai          | 420,5 m              | 348,4 m               | 88     | 1999  |
| 35   | Princess Tower                                 | Dubaï             | 413,4 m              | 356,9 m               | 101    | 2012  |
| 36   | Al Hamra Tower                                 | Koweït            | 412,6 m              | 371,4 m               | 80     | 2011  |
| 37   | Two International Finance Centre               | Hong Kong         | 412 m                | 387,5 m               | 88     | 2003  |
| 38   | LCT The Sharp Landmark Tower                   | Pusan             | 411,6 m              | ?m                    | 101    | 2019  |
| 39   | Nanning China Resources Tower                  | Nanning           | 402,7 m              | 379,3 m               | 85     | 2020  |
| 40   | Guiyang International Financial Center T1      | Guiyang           | 401 m                | ?m                    | 79     | 2020  |
| 41   | Iconic Tower                                   | Le Caire          | 393,8 m              |                       | 80     | 2023  |
| 42   | China Resources Headquarters                   | Shenzhen          | 392,5 m              | 345 m                 | 67     | 2018  |
| 43   | 23 Marina                                      | Dubaï             | 392,4 m              | 313,5 m               | 88     | 2012  |
| 44   | Citic Plaza                                    | Canton            | 390,2 m              | 296,9 m               | 80     | 1996  |
| 45   | Citymark Centre                                | Shenzhen          | 388,3 m              | ?                     | 70     | 2022  |
| 46   | Shum Yip Upperhills Tower 1                    | Shenzhen          | 388,1 m              | ?                     | 80     | 2020  |
| 47   | 30 Hudson Yards                                | New York          | 386,6 m              | 341,7 m               | 73     | 2019  |
| 48   | PIF Tower                                      | Riyad             | 385 m                |                       | 79     | 2021  |
| 49   | Shun Hing Square                               | Shenzhen          | 384 m                | 298 m                 | 69     | 1996  |
| 50   | Eton Place Dalian Tower 1                      | Dalian            | 383,1 m              | 339,8 m               | 80     | 2016  |
| 51   | Autograph Tower                                | Jakarta           | 382,9 m              | 322,6 m               | 75     | 2022  |
| 52   | Logan Century Center 1                         | Nanning           | 381,3 m              | 364,1 m               | 82     | 2018  |
| 53   | Burj Mohammed Bin Rashid                       | Abou Dabi         | 381,2 m              | 352,3 m               | 88     | 2014  |
| 54   | Empire State Building                          | New York          | 381 m                | 373,1 m               | 102    | 1931  |
| 55   | Elite Residence                                | Dubaï             | 380,5 m              | 314,5 m               | 87     | 2012  |
| 56   | 1 Corporate Avenue                             | Wuhan             | 376 m                | 330,3 m               | 73     | 2021  |
| 57   | Dabaihui Plaza                                 | Shenzhen          | 375,6 m              | 346,9 m               | 70     | 2021  |
| 58   | Central Plaza                                  | Hong Kong         | 373,9 m              | 299 m                 | 78     | 1992  |
| 59   | Federation Towers - Vostok Tower               | Moscou            | 373,7 m              | 369,3 m               | 95     | 2016  |
| 60   | Dalian International Trade Center              | Dalian            | 370,2 m              | ? m                   | 86     | 2019  |
| 61   | Address Boulevard                              | Dubaï             | 370 m                | 275 m                 | 72     | 2017  |
| 62   | Qingdao Hai Tian Center                        | Qingdao           | 368,9 m              | 333,3 m               | 73     | 2021  |
| 63   | Golden Eagle Tiandi Tower A                    | Nankin            | 368,1 m              | 336 m                 | 67     | 2019  |
| 64   | Tour de la Bank of China                       | Hong Kong         | 367,4 m              | 288,3 m               | 72     | 1990  |
| 65   | Bank of America Tower                          | New York          | 365,8 m              | 234,5 m               | 55     | 2009  |
| 66   | St. Regis Chicago                              | Chicago           | 362,9 m              | 351,5 m               | 101    | 2020  |
| 67   | Almas Tower                                    | Dubaï             | 360 m                | 279,3 m               | 68     | 2008  |
| 68   | Ping An Finance Center Tower 1                 | Shenzhen          | 360 m                | ?                     | 62     | 2023  |
| 69   | Huiyun Center                                  | Shenzhen          | 359,2 m              | ?                     | 80     | 2023  |
| 70   | Hanking Center Tower                           | Shenzhen          | 358,9 m              | 320 m                 | 65     | 2018  |
| -    | Greenland Group Suzhou Center                  | Suzhou            | 358 m                | 328,8 m               | 77     | 2024* |
| 71   | Gevora Hotel                                   | Dubaï             | 356,3 m              | 276,3 m               | 75     | 2017  |
| 72   | Il Primo Tower 1                               | Dubaï             | 356 m                | 356 m                 | 79     | 2023  |
| 73   | Galaxy World Tower 1                           | Shenzhen          | 356 m                | ?                     | 71     | 2023  |
| 73   | Galaxy World Tower 2                           | Shenzhen          | 356 m                | ?                     | 71     | 2023  |
| 75   | JW Marriott Marquis Dubai 1                    | Dubaï             | 355,4 m              | 298,1 m               | 82     | 2012  |
| 76   | First Canadian Place                           | Toronto           | 355 m                | 289,9 m               | 71     | 2013  |
| 77   | Emirates Office Tower                          | Dubaï             | 354,6 m              | 241,4 m               | 54     | 2000  |
| 78   | Raffles City Chongqing T3N                     | Chongqing         | 354,5 m              | 347,3 m               | 79     | 2019  |
| 79   | Raffles City Chongqing T4N                     | Chongqing         | 354,5 m              | 347,3 m               | 79     | 2019  |
| 80   | OKO - South Tower                              | Moscou            | 353,6 m              | 321,8 m               | 85     | 2015  |
| 81   | The Torch                                      | Dubaï             | 352 m                | 303,6 m               | 86     | 2011  |
| -    | Central Bank of the Republic of Turkey         | Istanbul          | 352 m                | 330 m                 | 59     | 2024* |
| 82   | Forum 66 Tower 1                               | Shenyang          | 350,6 m              | 294 m                 | 68     | 2015  |
| 83   | The Pinnacle                                   | Canton            | 350,3 m              | 264,2 m               | 60     | 2012  |
| 84   | Xi'an Glory International Financial Center     | Xi'an             | 350 m                | 264,2 m               | 75     | 2022  |

### Gratte-ciel construits (hauteur structurelle) (349-300 mètres)
Ce tableau recense les plus hauts gratte-ciel selon leur hauteur structurelle. Ceux dont le nom est en gras étaient le plus haut gratte-ciel du monde à leur inauguration (349-300 mètres).
* signifie que le gratte-ciel est en cours d'achèvement et a déjà atteint sa hauteur finale.
| Anciens records | En construction |

Classement actualisé au 27 décembre 2023
| Nom                                            | Ville         | Hauteur structurelle | Hauteur dernier étage | Étages | Année |
| ---------------------------------------------- | ------------- | -------------------- | --------------------- | ------ | ----- |
| Spring City 66                                 | Kunming       | 349 m                | 285,7 m               | 61     | 2019  |
| Tuntex Sky Tower                               | Kaohsiung     | 347,5 m              | 341 m                 | 85     | 1997  |
| Shimao Hunan Center                            | Changsha      | 347 m                | ?m                    | ?      | 2019  |
| Aon Center                                     | Chicago       | 346,3 m              | 328 m                 | 83     | 1973  |
| The Center                                     | Hong Kong     | 346 m                | 275 m                 | 73     | 1998  |
| Neva Towers 2                                  | Moscou        | 345 m                | ?m                    | 79     | 2020  |
| 875 North Michigan Avenue                      | Chicago       | 343,7 m              | 321,3 m               | 100    | 1969  |
| Four Seasons Place                             | Kuala Lumpur  | 342,5 m              | ?m                    | 65     | 2018  |
| ADNOC Headquarters                             | Abou Dabi     | 342 m                | 309 m                 | 76     | 2015  |
| One Shenzhen Bay Tower 7                       | Shenzhen      | 341,4 m              | 319,7 m               | 71     | 2018  |
| Comcast Technology Center                      | Philadelphie  | 341,4 m              | 267,1 m               | 59     | 2018  |
| LCT Residential Tower A                        | Pusan         | 339,1 m              | ?m                    | 85     | 2019  |
| The Wharf Times Square 1                       | Wuxi          | 339 m                | 304 m                 | 68     | 2014  |
| Junkang Center                                 | Wenzhou       | 339 m                | 308,3 m               | 71     | 2024* |
| Heartland 66 Office Tower                      | Wuhan         | 339 m                | ?m                    | 60     | 2020  |
| Chongqing World Financial Center               | Chongqing     | 338,9 m              | 310,3 m               | 72     | 2015  |
| Mercury City Tower                             | Moscou        | 338,8 m              | 293 m                 | 75     | 2013  |
| Suning Plaza Tower 1                           | Zhenjiang     | 338 m                | 293 m                 | 75     | 2018  |
| Tianjin Modern City Office Tower               | Tianjin       | 338 m                | ?m                    | 65     | 2016  |
| Parc 1 Tower A                                 | Séoul         | 338 m                | 317,2 m               | 68     | 2020  |
| Tianjin Tower                                  | Tianjin       | 336,9 m              | 313,6 m               | 75     | 2011  |
| Tour Eiffel                                    | Paris         | 330 m                | 276 m                 | 3      | 1889  |
| Hengqin International Finance Center           | Zhuhai        | 336,7 m              | 300 m                 | 69     | 2020  |
| SLS Dubai                                      | Dubaï         | 336 m                | ?m                    | 78     | 2020  |
| Wilshire Grand Center                          | Los Angeles   | 335,3 m              | 252,2 m               | 62     | 2017  |
| DAMAC Residenze                                | Dubaï         | 335,1 m              | 292,5 m               | 88     | 2018  |
| Twin Towers Guiyang, East Tower                | Guiyang       | 335 m                | ?m                    | 74     | 2020  |
| Twin Towers Guiyang, West Tower                | Guiyang       | 335 m                | ?m                    | 74     | 2020  |
| Uptown Dubai Tower                             | Dubaï         | 333,4 m              | 292,7 m               | 77     | 2023  |
| Shimao International Plaza                     | Shanghai      | 333,3 m              | 246 m                 | 60     | 2006  |
| LCT Residential Tower B                        | Pusan         | 333,1 m              | ?m                    | 85     | 2019  |
| Rose Tower                                     | Dubaï         | 333 m                | 237,1 m               | 71     | 2007  |
| Shenzhen Urban Construction & Tower            | Shenzhen      | 333 m                | 302,3 m               | 72     | 2024* |
| Jinan Center Financial City A5-3               | Jinan         | 333 m                | 315,5 m               | 69     | 2020  |
| AMA Tower                                      | Dubaï         | 333 m                | ?m                    | 62     | 2021  |
| The Address Residence - Fountain Views III     | Dubaï         | 331,4 m              | ?m                    | 77     | 2019  |
| Minsheng Bank Building                         | Wuhan         | 331 m                | 237,4 m               | 68     | 2008  |
| China World Trade Center Tower 3               | Pékin         | 330 m                | 311,8 m               | 74     | 2010  |
| Guangxi Financial Investment Center            | Nanning       | 330 m                | ?m                    | 70     | 2021  |
| Wuhan Yangtze River Shipping Tower 1           | Wuhan         | 330 m                | ?m                    | 65     | 2023  |
| One Za'abeel Tower 1                           | Dubaï         | 330 m                | 316,7 m               | 67     | 2023  |
| Shimao Qianhai Project Tower 1                 | Shenzhen      | 330 m                | 311,8 m               | 70     | 2020  |
| Yuexiu Fortune Center Tower 1                  | Wuhan         | 330 m                | 311,8 m               | 65     | 2017  |
| Hon Kwok City Center                           | Shenzhen      | 329,4 m              | ?m                    | 80     | 2017  |
| Tour Keangnam de Hanoï                         | Hanoï         | 329 m                | 326 m                 | 72     | 2012  |
| Three World Trade Center                       | New York      | 328,9 m              | ?m                    | 69     | 2018  |
| Zhuhai St. Regis Hotel & Office Tower          | Zhuhai        | 328,8 m              | 308,8 m               | 68     | 2017  |
| Longxi International Hotel                     | Jiangyin      | 328 m                | 315 m                 | 72     | 2011  |
| Al Yaqoub Tower                                | Dubaï         | 328 m                | 293 m                 | 69     | 2013  |
| Golden Eagle Tiandi Tower B                    | Nankin        | 328 m                | ?m                    | 68     | 2019  |
| Wuxi Suning Plaza                              | Wuxi          | 328 m                | 284,4 m               | 67     | 2014  |
| Binjiang IFC 1                                 | Changsha      | 328 m                | 300 m                 | 66     | 2020  |
| Qingdao Landmark Tower                         | Qingdao       | 327,3 m              | 292,6 m               | 74     | 2024* |
| Baoneng Center                                 | Shenzhen      | 327,3 m              | 296,4 m               | 65     | 2018  |
| Huaqiang Golden Corridor City Plaza Main Tower | Shenyang      | 327 m                | ?m                    | 66     | 2023  |
| Deji World Trade Center Tower 1                | Nankin        | 326,5 m              | ?m                    | 68     | 2022  |
| Tour Salesforce                                | San Francisco | 326,1 m              | ?m                    | 61     | 2018  |
| The Index                                      | Dubaï         | 326 m                | 322 m                 | 80     | 2010  |
| Mori JP Tower                                  | Tokyo         | 325,2 m              | 322 m                 | 64     | 2023  |
| The Brookln Tower                              | New York      | 324,9 m              | ?m                    | 74     | 2023  |
| The Landmark                                   | Abou Dabi     | 324 m                | 267,9 m               | 72     | 2013  |
| Deji Plaza Phase II                            | Nankin        | 324 m                | 294 m                 | 62     | 2013  |
| Yantai Shimao No. 1 The Harbour                | Yantai        | 323 m                | ?m                    | 59     | 2017  |
| Q1 Tower                                       | Gold Coast    | 322,5 m              | 235 m                 | 78     | 2005  |
| Wenzhou World Trade Center                     | Wenzhou       | 321,9 m              | 244 m                 | 68     | 2011  |
| Guangxi Finance Plaza                          | Nanning       | 321 m                | 294,6 m               | 68     | 2017  |
| Burj-al-Arab                                   | Dubaï         | 321 m                | 197,5 m               | 56     | 1999  |
| Nina Tower I                                   | Hong Kong     | 320,4 m              | 301,1 m               | 80     | 2006  |
| 53 West 53rd                                   | New York      | 320,1 m              | 289,6 m               | 77     | 2019  |
| Huijin Center 1                                | Guangzhou     | 320 m                | ?m                    | 68     | 2023  |
| Science Gate Tower 1                           | Changsha      | 320 m                | 291 m                 | 60     | 2024* |
| Science Gate Tower 2                           | Changsha      | 320 m                | 291 m                 | 60     | 2024* |
| Sinar Mas Center 1                             | Shanghai      | 319,6 m              | ?m                    | 66     | 2017  |
| Chrysler Building                              | New York      | 318,9 m              | 252,3 m               | 77     | 1930  |
| Global City Square                             | Canton        | 318,9 m              | ?m                    | 67     | 2016  |
| New York Times Building                        | New York      | 318,8 m              | 219,9 m               | 52     | 2007  |
| Jiuzhou International Tower                    | Nanning       | 318 m                | ?m                    | 71     | 2017  |
| HHHR Tower                                     | Dubaï         | 317,6 m              | 267 m                 | 72     | 2010  |
| Australia 108                                  | Melbourne     | 316,7 m              | 312,4 m               | 100    | 2020  |
| Chongqing IFS T1                               | Chongqing     | 316 m                | 303,2 m               | 62     | 2016  |
| Magnolias Waterfront Residences Tower 1        | Bangkok       | 315 m                | 303,2 m               | 70     | 2019  |
| Youth Olympics Center Tower 1                  | Nankin        | 314,5 m              | 290 m                 | 68     | 2015  |
| MahaNakhon                                     | Bangkok       | 314,2 m              | 299 m                 | 75     | 2016  |
| The Spiral                                     | New York      | 314,2 m              | 293,2 m               | 66     | 2022  |
| Honglou Times Square                           | Lanzhou       | 314,2 m              | ?m                    | 56     | 2019  |
| Bank of America Plaza                          | Atlanta       | 311,8 m              | 222 m                 | 55     | 1992  |
| Shenzhen Bay Innovation and Technology Centre  | Shenzhen      | 311,1 m              | ?m                    | 69     | 2020  |
| Poly Pazhou C2                                 | Canton        | 311 m                | 265,3 m               | 61     | 2017  |
| Moi Center Tower A                             | Shenyang      | 311 m                | 270 m                 | 75     | 2014  |
| Abu Dhabi Plaza                                | Noursoultan   | 310,8 m              | ?m                    | 75     | 2022  |
| Guangxi Wealth Financial Center                | Nanning       | 310,8 m              | ?m                    | 70     | 2019  |
| US Bank Tower                                  | Los Angeles   | 310,3 m              | 294,8 m               | 73     | 1990  |
| Ocean Heights                                  | Dubaï         | 310 m                | 288,5 m               | 83     | 2010  |
| Greenland Center Hangzhou Gate 1               | Hangzhou      | 310 m                | 310 m                 | 67     | 2023  |
| Greenland Center Hangzhou Gate 2               | Hangzhou      | 310 m                | 310 m                 | 67     | 2023  |
| Menara Telekom                                 | Kuala Lumpur  | 310 m                | 243 m                 | 55     | 2001  |
| Hengyu Jinrong Center Block A                  | Shenzhen      | 310 m                | ?m                    | 66     | 2024* |
| Varso Tower                                    | Varsovie      | 310 m                | 230 m                 | 53     | 2022  |
| CCCC Southern Financial Investment Building    | Zhuhai        | 309,5 m              | ?m                    | 65     | 2021  |
| Pearl River Tower                              | Canton        | 309,4 m              | 288,9 m               | 71     | 2013  |
| Guangzhou Fortune Center                       | Canton        | 309,4 m              | 292 m                 | 68     | 2015  |
| Jumeirah Emirates Towers Hotel                 | Dubaï         | 309 m                | 212,5 m               | 56     | 2000  |
| Stalnaya Vershina                              | Moscou        | 308,9 m              | 292,5 m               | 72     | 2015  |
| Guangfa Securities Headquarters                | Canton        | 308 m                | 273,3 m               | 59     | 2018  |
| Changsha IFS Tower T2                          | Changsha      | 308 m                | ?m                    | 63     | 2018  |
| Burj Rafal                                     | Riyad         | 307,9 m              | 236,1 m               | 68     | 2014  |
| 35 Hudson Yards                                | New York      | 307,5 m              | 290,2 m               | 72     | 2019  |
| Wanda Plaza 1                                  | Kunming       | 307,3 m              | 290,8 m               | 67     | 2016  |
| Wanda Plaza 2                                  | Kunming       | 307,3 m              | 290,8 m               | 67     | 2016  |
| Amna Tower                                     | Dubaï         | 307 m                | ?m                    | 75     | 2020  |
| Noora Tower                                    | Dubaï         | 307 m                | ?m                    | 75     | 2019  |
| AT&T Corporate Center                          | Chicago       | 306,9 m              | 252 m                 | 60     | 1989  |
| Cayan Tower                                    | Dubaï         | 306,4 m              | 263,1 m               | 73     | 2013  |
| One57                                          | New York      | 306,1 m              | 275,1 m               | 79     | 2014  |
| East Pacific Center Tower A                    | Shenzhen      | 306 m                | 278 m                 | 85     | 2013  |
| The Shard                                      | Londres       | 306 m                | 244,3 m               | 73     | 2013  |
| JPMorgan Chase Tower (Houston)                 | Houston       | 305,4 m              | 297 m                 | 75     | 1982  |
| Etihad Tower T2                                | Abou Dabi     | 305,3 m              | 281,6 m               | 80     | 2011  |
| T.Op Torre 1                                   | Monterrey     | 305,3 m              | 276,7 m               | 64     | 2020  |
| Northeast Asia Trade Tower                     | Incheon       | 305 m                | 276,7 m               | 68     | 2011  |
| International Trade Center                     | Zhongshan     | 305 m                | ?m                    | 65     | 2019  |
| Shenzhen CFC Changfu Centre                    | Shenzhen      | 304,3 m              | 271 m                 | 68     | 2016  |
| Baiyoke Tower II                               | Bangkok       | 304 m                | 290 m                 | 85     | 1997  |
| KAFD World Trade Center                        | Riyad         | 304 m                | 299,8 m               | 67     | 2022  |
| Wuxi Maoye City - Marriott Hotel               | Wuxi          | 303,8 m              | 267 m                 | 68     | 2014  |
| One Manhattan West                             | New York      | 303,3 m              | ?m                    | 67     | 2019  |
| Two Prudential Plaza                           | Chicago       | 303,3 m              | 250 m                 | 64     | 1990  |
| Suzhou ICC                                     | Suzhou        | 303,2 m              | ?m                    | 68     | 2024* |
| Guangdong Landmark Building                    | Shenzhen      | 303,2 m              | 300,9 m               | 62     | 2023  |
| Diwang International Fortune Center            | Liuzhou       | 303 m                | 288 m                 | 75     | 2015  |
| Greenland Puli Center                          | Jinan         | 303 m                | 244,2 m               | 61     | 2014  |
| Jiangxi Nanchang Greenland Central Plaza 1     | Nanchang      | 303 m                | 245 m                 | 59     | 2015  |
| Jiangxi Nanchang Greenland Central Plaza 2     | Nanchang      | 303 m                | 245 m                 | 59     | 2015  |
| Leatop Plaza                                   | Canton        | 302,7 m              | 264,7 m               | 64     | 2012  |
| Wells Fargo Plaza                              | Houston       | 302,4 m              | 291 m                 | 71     | 1983  |
| Kingdom Centre                                 | Riyad         | 302,3 m              | 290,4 m               | 41     | 2002  |
| The Address Downtown Dubaï                     | Dubaï         | 302,2 m              | 228,3 m               | 63     | 2008  |
| Gate to the East                               | Suzhou        | 301,8 m              | ?m                    | 66     | 2015  |
| Capital City Moscow Tower                      | Moscou        | 301,8 m              | 295,2 m               | 76     | 2010  |
| The Assima Tower                               | Koweït        | 301,6 m              | 292,5 m               | 65     | 2023  |
| International Commerce Financial Centre T1     | Chongqing     | 301,2 m              | 289,4 m               | 65     | 2022  |
| Luminary Tower                                 | Jakarta       | 301,2 m              | ?m                    | 64     | 2024* |
| Jumeirah Gate                                  | Dubaï         | 301,1 m              | 294,5 m               | 76     | 2020  |
| Greenland Center North Tower                   | Yinchuan      | 301 m                | 268,5 m               | 58     | ?*    |
| Greenland Center South Tower                   | Yinchuan      | 301 m                | ?m                    | 54     | ?*    |
| Shenzhen Changcheng Center                     | Shenzhen      | 300,8 m              | 260,7 m               | 61     | 2014  |
| Lusail Plaza Tower 3                           | Lusail        | 300,7 m              | 300,1 m               | 64     | 2023  |
| Lusail Plaza Tower 4                           | Lusail        | 300,7 m              | 300,1 m               | 64     | 2023  |
| Doosan Haeundae We've the Zenith Tower A       | Pusan         | 300 m                | 276,8 m               | 80     | 2011  |
| Huachuang International Plaza Tower 1          | Changsha      | 300 m                | ?m                    | 66     | 2017  |
| Gran Torre Santiago                            | Santiago      | 300 m                | 261 m                 | 62     | 2014  |
| Greenland Bund Centre Tower 1                  | Shanghai      | 300 m                | ?m                    | 64     | 2024* |
| NBK Tower                                      | Koweït        | 300 m                | 279,8 m               | 61     | 2019  |
| Yangzhou Keyne Center                          | Yangzhou      | 300 m                | ?m                    | 60     | 2024* |
| Abeno Harukas                                  | Osaka         | 300 m                | 287,6 m               | 60     | 2014  |
| Arraya Center Office Tower                     | Koweït        | 300 m                | 229 m                 | 60     | 2009  |
| OCT Tower                                      | Shenzhen      | 300 m                | 269,9 m               | 60     | 2020  |
| Golden Eagle Tiandi Tower C                    | Nankin        | 300 m                | 264,6 m               | 58     | 2019  |
| Thang Long Global Center                       | Fuzhou        | 300 m                | ?m                    | 57     | 2019  |
| Aspire Tower                                   | Doha          | 300 m                | 238 m                 | 36     | 2007  |

### Gratte-ciel construits (hauteur structurelle) (299-295 mètres)
Ce tableau recense les plus hauts gratte-ciel selon leur hauteur structurelle. Ceux dont le nom est en gras étaient le plus haut gratte-ciel du monde à leur inauguration (299-295 mètres).
* signifie que le gratte-ciel est en cours d'achèvement et a déjà atteint sa hauteur finale.
| Anciens records | En construction |

| Nom                               | Ville        | Hauteur structurelle | Hauteur dernier étage | Étages | Année |
| --------------------------------- | ------------ | -------------------- | --------------------- | ------ | ----- |
| 50 Hudson Yards                   | New York     | 299 m                | ?                     | 58     | 2022  |
| Taizhou Tiansheng Center          | Taizhou      | 299 m                | ?                     | 66     | 2023  |
| Nina Tower I                      | Hong Kong    | 298,1 m              | 285,2 m               | 68     | 2008  |
| Four World Trade Center           | New York     | 297,7 m              | 279,9 m               | 65     | 2014  |
| Comcast Center                    | Philadelphie | 296,7 m              | 266,7 m               | 57     | 2008  |
| Landmark Tower                    | Yokohama     | 296,3 m              | 273 m                 | 73     | 1993  |
| R&F Yingkai Square                | Guangzhou    | 296,2 m              | 283 m                 | 66     | 2014  |
| Emirates Crown                    | Dubaï        | 296 m                | ?                     | 63     | 2008  |
| One Chicago - 14 West Superior    | Chicago      | 295,8 m              | ?                     | 77     | 2022  |
| China World Trade Center Phase 3B | Pékin        | 295,6 m              | 259,9 m               | 59     | 2017  |
| Xiamen Shimao Straits Tower B     | Xiamen       | 295,3 m              | ?                     | 67     | 2015  |
| Forte Tower 1                     | Dubaï        | 295 m                | ?                     | 72     | 2023* |

### Historique du plus haut gratte-ciel du monde
La Jeddah Tower en construction à Jeddah en Arabie saoudite devrait être la prochaine plus haute du monde, avec une hauteur minimum de 1000 mètres. Cependant, les travaux de cette tour sont actuellement interrompus.
| Hauteur(m) | Nom                   | Ville        | Étages | Dates       | Durée  |
| ---------- | --------------------- | ------------ | ------ | ----------- | ------ |
| 828        | Burj Khalifa          | Dubaï        | 163    | 2010 - 2025 | 15 Ans |
| 509        | Taipei 101            | Taipei       | 101    | 2004 - 2010 | 6 Ans  |
| 452        | Tours Petronas        | Kuala Lumpur | 88     | 1998 - 2004 | 6 Ans  |
| 442        | Willis Tower          | Chicago      | 108    | 1973 - 1998 | 25 Ans |
| 417        | World Trade Center    | New York     | 110    | 1973        | 1 An   |
| 381        | Empire State Building | New York     | 102    | 1931 - 1973 | 42 Ans |
| 318        | Chrysler Building     | New York     | 77     | 1930 - 1931 | 1 An   |
| 300        | Tour Eiffel           | Paris        | 3      | 1889 - 1930 | 41 Ans |

## Structures en projet

### Structures en construction (hauteur structurelle)
| Construction arrêtée | Architecturalement complété | Structurellement complété | Préparation | Vision | Annulé | Préparation du site pour la construction |

Les bâtiments dont le gros œuvre est achevé ne sont pas compris.
Classement actualisé au 7 janvier 2024
| Nom                                                     | Ville             | Pays                | Hauteur structurelle | Étages | Année du début des travaux | Année prévue de l'achèvement |  |
| ------------------------------------------------------- | ----------------- | ------------------- | -------------------- | ------ | -------------------------- | ---------------------------- |  |
| Lakhta Center 2                                         | Saint-Pétersbourg | Russie              | 703 m                | 150    | 2024                       | 2030                         |  |
| Burj Binghatti Jacob & Co Residences                    | Dubaï             | Émirats arabes unis | 595 m                | 105    | 2023                       | 2028                         |  |
| Xiangmi Lake New Financial Tower 1                      | Shenzhen          | Chine               | 500 m                | 109    | 2022                       | 2027                         |  |
| HeXi Yuzui Tower A                                      | Nanjing           | Chine               | 498,8 m              | 85     | 2021                       | 2025                         |  |
| Fuyuan Zhongshan 108 IFC                                | Zhongshan         | Chine               | 498 m                | 108    | 2021                       | 2029                         |  |
| China International Silk Road Center                    | Xi'an             | Chine               | 498 m                | 101    | 2019                       | ?                            |  |
| Tianfu Center                                           | Chengdu           | Chine               | 488,9 m              | 95     | 2022                       | 2026                         |  |
| Rizhao Center                                           | Rizhao            | Chine               | 485 m                | 94     | 2023                       | 2028                         |  |
| North Bund Tower                                        | Shanghai          | Chine               | 480 m                | ?      | 2022                       | 2026                         |  |
| Wuhan CTF Finance Center                                | Wuhan             | Chine               | 475 m                | 84     | 2022                       | 2029                         |  |
| Torre Rise                                              | Monterrey         | Mexique             | 474,8 m              | 88     | 2022                       | 2026                         |  |
| SRG Tower                                               | Dubaï             | Émirats arabes unis | 473 m                | 111    | 2023                       | 2027                         |  |
| Legacy Tower                                            | Dacca             | Bangladesh          | 465 m                | 96     | 2020                       | ?                            |  |
| Century Plaza North Tower                               | Suzhou            | Chine               | 460 m                | ?      | 2022                       | 2027                         |  |
| China Resources Land Center                             | Dongguan          | Chine               | 450 m                | 98     | 2022                       | 2027                         |  |
| City Tower 1                                            | Dubaï             | Émirats arabes unis | 439,8 m              | 101    | 2022                       | 2027                         |  |
| One Bangkok O4H4                                        | Bangkok           | Thaïlande           | 436,1 m              | 92     | 2018                       | 2026                         |  |
| Burj Almasa                                             | Djeddah           | Arabie saoudite     | 432 m                | 93     | 2011                       | 2027                         |  |
| Haikou Tower 1                                          | Haikou            | Chine               | 428 m                | 94     | 2015                       | 2027                         |  |
| Greenland Shandong International Financial Center       | Jinan             | Chine               | 428 m                | 88     | 2018                       | 2024                         |  |
| JPMorgan Chase World Headquarters                       | New York          | États-Unis          | 423 m                | 63     | 2021                       | 2025                         |  |
| Ningbo Central Plaza Tower 1                            | Ningbo            | Chine               | 409 m                | 80     | 2019                       | 2024                         |  |
| Shenzhen Luohu Friendship Trading Centre                | Shenzhen          | Chine               | 407 m                | 81     | 2021                       | 2026                         |  |
| Great River Center                                      | Wuhan             | Chine               | 400 m                | 82     | 2020                       | 2025                         |  |
| Hangzhou West Railway Station Hub Tower 1               | Hangzhou          | Chine               | 399,8 m              | 83     | 2022                       | ?                            |  |
| Shenzhen Bay Super Headquarters Base Tower C-1          | Shenzhen          | Chine               | 394 m                | 78     | 2022                       | 2027                         |  |
| Haiyun Plaza                                            | Rizhao            | Chine               | 390,2 m              | 86     | 2019                       | 2026                         |  |
| China Merchants Bank Global Headquarters Main Tower     | Shenzhen          | Chine               | 387,4 m              | 77     | 2021                       | 2026                         |  |
| Tour F                                                  | Abidjan           | Côte d'Ivoire       | 385,8 m              | 64     | 2021                       | 2025                         |  |
| Guangdong Business Center                               | Guangzhou         | Chine               | 375,5 m              | 60     | 2018                       | 2024                         |  |
| China Merchants Prince Bay Tower                        | Shenzhen          | Chine               | 374 m                | 59     | 2021                       | 2028                         |  |
| Nanchang Ping An Financial Center                       | Nanchang          | Chine               | 373 m                | ?      | 2022                       | 2026                         |  |
| Xiangmi Lake New Financial Tower 2                      | Shenzhen          | Chine               | 370 m                | 81     | 2022                       | 2027                         |  |
| Xiangmi Lake New Financial Tower 3                      | Shenzhen          | Chine               | 370 m                | 80     | 2022                       | 2027                         |  |
| Shanghai International Trade Center Tower 1             | Shanghai          | Chine               | 370 m                | 67     | 2017                       | 2025                         |  |
| Taipei Twin Towers                                      | Taipei            | Taïwan              | 369 m                | 74     | 2022                       | 2027                         |  |
| Lucheng Square                                          | Wenzhou           | Chine               | 369 m                | 75     | 2021                       | 2026                         |  |
| Guohua Financial Center Tower 1                         | Wuhan             | Chine               | 369 m                | 73     | 2022                       | ?                            |  |
| Hengli Global Operations Headquarters Tower 1           | Suzhou            | Chine               | 369 m                | ?      | 2021                       | 2025                         |  |
| Ciel Tower                                              | Dubaï             | Émirats arabes unis | 365,5 m              | 81     | 2018                       | 2024                         |  |
| Wanda One                                               | Xi'an             | Chine               | 360 m                | 86     | 2023                       | 2026                         |  |
| China Resources Huafu Tower                             | Shenzhen          | Chine               | 358 m                | 65     | 2021                       | 2026                         |  |
| Naga 3 Tower A                                          | Phnom Penh        | Cambodge            | 358 m                | 75     | 2022                       | 2026                         |  |
| Shenzhen Bay Super Headquarers Base Tower C-2           | Wenzhou           | Chine               | 355,7 m              | 68     | 2022                       | 2027                         |  |
| Iran Mall Tower                                         | Téhéran           | Iran                | 350 m                | 53     | 2023                       | 2027                         |  |
| Guohong Center                                          | Wenzhou           | Chine               | 350 m                | 71     | 2021                       | 2027                         |  |
| Baolixian Village Old Reform Project Main Building      | Guangzhou         | Chine               | 350 m                | 70     | 2021                       | 2026                         |  |
| Al Habtoor Tower                                        | Dubaï             | Émirats arabes unis | 350 m                | 82     | 2023                       | 2026                         |  |
| Global Port Tower 1 and 2                               | Lanzhou           | Chine               | 350 m                | ?      | 2021                       | 2026                         |  |
| Poly Liangxi Plaza                                      | Foshan            | Chine               | 350 m                | ?      | 2022                       | ?                            |  |
| SUNAC A-ONE Tower 4                                     | Chongqing         | Chine               | 348,9 m              | 89     | 2020                       | 2026                         |  |
| Pinnacle One Yonge                                      | Toronto           | Canada              | 346 m                | 105    | 2020                       | 2026                         |  |
| Safa Two de Grisogono                                   | Dubaï             | Émirats arabes unis | 342 m                | 85     | 2023                       | 2027                         |  |
| Zhonghai City Plaza                                     | Tianjin           | Chine               | 339,9 m              | 75     | 2021                       | 2026                         |  |
| Oxley Tower 1                                           | Kuala Lumpur      | Malaisie            | 338,6 m              | 84     | 2016                       | 2024                         |  |
| Bloor Street West                                       | Toronto           | Canada              | 338,3 m              | 94     | 2018                       | 2025                         |  |
| Wanling Global Center                                   | Zhuhai            | Chine               | 337 m                | 70     | 2017                       | 2026                         |  |
| Azrieli Spiral Tower                                    | Tel Aviv          | Israël              | 336 m                | 91     | 2019                       | 2025                         |  |
| Guangjian Financial Center                              | Guangzhou         | Chine               | 333 m                | ?      | 2022                       | 2027                         |  |
| Ocean Tower 1                                           | Bombay            | Inde                | 331 m                | 74     | 2021                       | 2026                         |  |
| Ocean Tower 1                                           | Bombay            | Inde                | 331 m                | 68     | 2021                       | 2026                         |  |
| Green Energy Superblock Oasis Central Sudirman Tower 2  | Jakarta           | Indonésie           | 331 m                | 75     | 2023                       | 2028                         |  |
| Regalia                                                 | Dubaï             | Émirats arabes unis | 331 m                | 70     | 2021                       | 2025                         |  |
| Golden Corridor 22-1 Project Tower 1                    | Shenyang          | Chine               | 330 m                | 71     | 2021                       | ?                            |  |
| IBN Bukit Bintang                                       | Kuala Lumpur      | Malaisie            | 330 m                | 68     | 2019                       | 2026                         |  |
| Yuexiu Global Financial Center                          | Wuhan             | Chine               | 330 m                | 68     | 2018                       | 2024                         |  |
| Meixi Lake Changsha Jinmao Building                     | Changsha          | Chine               | 330 m                | 64     | 2020                       | 2024                         |  |
| Jiulong Lake Knowledge Tower                            | Guangzhou         | Chine               | 330 m                | 53     | 2021                       | 2025                         |  |
| Jinqiao Sub-Center Block C1 Tower 1                     | Shanghai          | Chine               | 330 m                | ?      | 2022                       | 2026                         |  |
| St. Regis The Residences                                | Dubaï             | Émirats arabes unis | 328 m                | 68     | 2019                       | ?                            |  |
| Ethiopian Electric Power Headquarters                   | Addis Ababa       | Éthiopie            | 328 m                | 62     | 2023                       | 2027                         |  |
| CITIC Pacific Plaza                                     | Jinan             | Chine               | 326 m                | 64     | 2021                       | 2026                         |  |
| Qingqing New Village Landmark Tower                     | Shenzhen          | Chine               | 325,5 m              | 80     | 2022                       | 2026                         |  |
| 740 8th Avenue                                          | New York          | États-Unis          | 325,1 m              | 52     | 2022                       | 2027                         |  |
| Liberation Tower                                        | Dacca             | Bangladesh          | 323 m                | 71     | 2021                       | ?                            |  |
| Sumou Tower 1                                           | Djeddah           | Arabie saoudite     | 322 m                | 71     | 2008                       | ?                            |  |
| Junchao Plaza                                           | Guangzhou         | Chine               | 320 m                | 67     | 2017                       | 2024                         |  |
| Jiangbei New Financial Center Phase I                   | Nanning           | Chine               | 320 m                | 63     | 2020                       | 2025                         |  |
| Hangzhou West Railway Station Hub Tower A               | Hangzhou          | Chine               | 320 m                | 61     | 2022                       | ?                            |  |
| Suhewan Huaxing New City Tower 1                        | Shanghai          | Chine               | 320 m                | ?      | 2022                       | 2028                         |  |
| Ankangyuan Tower 1                                      | Shanghai          | Chine               | 320 m                | ?      | 2022                       | ?                            |  |
| Guangzhou International Cultural Center                 | Guangzhou         | Chine               | 320 m                | ?      | 2019                       | 2025                         |  |
| Jiuzhou Bay Tower                                       | Zhuhai            | Chine               | 318,5 m              | 64     | 2021                       | 2026                         |  |
| South Taihu CBD Tower                                   | Huzhou            | Chine               | 318 m                | 66     | 2021                       | 2026                         |  |
| Shaoxing Longemont Tower                                | Shaoxing          | Chine               | 318 m                | 71     | 2021                       | ?                            |  |
| Foshan Shuntie Holdings Tower                           | Foshan            | Chine               | 318 m                | 90     | 2014                       | 2025                         |  |
| China Resources Metropolitan City Center Landmark Tower | Wenzhou           | Chine               | 318 m                | 60     | 2021                       | 2026                         |  |
| Waldorf Astoria Hôtel et Résidences Miami               | Miami             | États-Unis          | 317,3 m              | 98     | 2022                       | 2026                         |  |
| Hong Plaza Main Tower                                   | Jinan             | Chine               | 317 m                | 62     | 2021                       | 2025                         |  |
| Aire Dubai                                              | Dubaï             | Émirats arabes unis | 316,9 m              | 72     | 2021                       | 2026                         |  |
| Tour Wilson                                             | Austin            | États-Unis          | 315 m                | 79     | 2023                       | ?                            |  |
| CITIC Financial Center Tower 1                          | Shenzhen          | Chine               | 312 m                | 62     | 2016                       | 2025                         |  |
| Waterline                                               | Austin            | États-Unis          | 311,2 m              | 74     | 2022                       | 2026                         |  |
| Beyond Office Tower                                     | Givatayim         | Israël              | 308,3 m              | 72     | 2021                       | 2025                         |  |
| Kempinski Hotel & Residences                            | Kuala Lumpur      | Malaisie            | 308 m                | 72     | 2015                       | 2024                         |  |
| Nanshan Science and Technology Union Building           | Shenzhen          | Chine               | 307,2 m              | ?      | 2022                       | 2026                         |  |
| Indonesia-1 North Tower                                 | Jakarta           | Indonésie           | 306 m                | 59     | 2015                       | ?                            |  |
| Wuhan Yangtze River Center Tower 2                      | Wuhan             | Chine               | 305 m                | 65     | 2020                       | ?                            |  |
| Safa One de Grisogono                                   | Dubaï             | Émirats arabes unis | 305 m                | 62     | 2022                       | 2026                         |  |
| Tuwaiq Tower                                            | Riyad             | Arabie saoudite     | 305 m                | 51     | 2021                       | 2025                         |  |
| 520 Fifth Avenue                                        | New York          | États-Unis          | 304,8 m              | 76     | 2022                       | 2026                         |  |
| 262 Fifth Avenue                                        | New York          | États-Unis          | 304,7 m              | 54     | 2022                       | 2025                         |  |
| Indonesia-1 South Tower                                 | Jakarta           | Indonésie           | 303,5 m              | 55     | 2015                       | ?                            |  |
| SUNAC A-ONE Tower 2                                     | Chongqing         | Chine               | 302,1 m              | 89     | 2020                       | 2025                         |  |
| Sky Link Tower 1                                        | Bombay            | Inde                | 301 m                | 76     | 2016                       | 2025                         |  |
| Sky Link Tower 2                                        | Bombay            | Inde                | 301 m                | 76     | 2016                       | 2025                         |  |
| Sumou Tower 2                                           | Djeddah           | Arabie saoudite     | 301 m                | 62     | 2008                       | ?                            |  |
| Al Wasl Tower                                           | Dubaï             | Émirats arabes unis | 300,6 m              | 64     | 2016                       | 2024                         |  |
| Concord Sky                                             | Toronto           | Canada              | 300,2 m              | 85     | 2022                       | 2027                         |  |
| Cavalli Tower                                           | Dubaï             | Émirats arabes unis | 300 m                | 70     | 2022                       | 2026                         |  |
| Xiangmi Lake New Financial Tower 4                      | Shenzhen          | Chine               | 300 m                | 64     | 2022                       | 2027                         |  |
| Hangzhou West Railway Station Hub Tower 2               | Hangzhou          | Chine               | 300 m                | 68     | 2022                       | ?                            |  |
| Hangzhou West Railway Station Hub Tower B               | Hangzhou          | Chine               | 300 m                | 68     | 2022                       | ?                            |  |
| Jiefangbei Book City                                    | Chongqing         | Chine               | 300 m                | 63     | 2020                       | 2025                         |  |
| Powerlong Plaza                                         | Wuhan             | Chine               | 300 m                | ?      | 2022                       | ?                            |  |
| Luen Thai International Center Tower 1                  | Shenzhen          | Chine               | 300 m                | ?      | 2022                       | ?                            |  |

### Gratte-ciel en construction (hauteur structurelle)[pasclair]
| Construction arrêtée | Architecturalement complété | Structurellement complété | Préparation | Vision | Annulé | Préparation du site pour la construction |

Les bâtiments dont le gros œuvre est achevé ne sont pas compris.
Classement actualisé au 12 janvier 2024
| Nom                                             | Ville         | Pays                | Hauteur structurelle | Étages | Année prévue de l'achèvement |
| ----------------------------------------------- | ------------- | ------------------- | -------------------- | ------ | ---------------------------- |
| Jeddah Tower                                    | Djeddah       | Arabie saoudite     | 1 000 m              | 167    | ?                            |
| Barwa Tower                                     | Doha          | Qatar               | 620 m                | 119    | ?                            |
| Goldin Finance 117                              | Tianjin       | Chine               | 596,6 m              | 128    | ?                            |
| Entisar Tower                                   | Dubaï         | Émirats arabes unis | 570 m                | 122    | ?                            |
| Huacheng International Plaza                    | Kunming       | Chine               | 558 m                | 108    | ?                            |
| Evergrande Hefei Center T1                      | Hefei         | Chine               | 518 m                | 112    | 2028                         |
| Dalian Greenland Center                         | Dalian        | Chine               | 518 m                | 88     | ?                            |
| Tour Pentominium                                | Dubaï         | Émirats arabes unis | 516 m                | 121    | ?                            |
| Greenland Jinmao International Financial Center | Nankin        | Chine               | 499,8 m              | 102    | ?                            |
| Suzhou Zhongnan Center                          | Suzhou        | Chine               | 499,2 m              | 103    | 2027                         |
| Fuyuan Zhongshan 108 IFC                        | Zhongshan     | Chine               | 498 m                | 108    | 2029                         |
| Kunshan Centre                                  | Suzhou        | Chine               | 480 m                | ?      | ?                            |
| Chushang Building                               | Wuhan         | Chine               | 475 m                | 111    | ?                            |
| Fosun Bund Center T1                            | Wuhan         | Chine               | 470 m                | ?      | ?                            |
| R&F Guangdong Building                          | Tianjin       | Chine               | 468 m                | 91     | ?                            |
| Chengdu Greenland Tower                         | Chengdu       | Chine               | 468 m                | 101    | ?                            |
| Evergrande City Light                           | Ningbo        | Chine               | 453,5 m              | 88     | ?                            |
| Tianshan Gate of the World Plots 27 and 28      | Shijiazhuang  | Chine               | 450 m                | 106    | 2025                         |
| Marina 106                                      | Dubaï         | Émirats arabes unis | 445 m                | 104    | ?                            |
| Citymark Center Phase Tower II                  | Wuhan         | Chine               | 442 m                | ?      | ?                            |
| Dubai Towers Doha                               | Doha          | Qatar               | 437,1 m              | 91     | 2026                         |
| Multifunctional Highrise Complex - Akhmat Tower | Grozny        | Russie              | 435 m                | 102    | ?                            |
| Chongqing Tall Tower                            | Chongqing     | Chine               | 431 m                | 101    | ?                            |
| Longemont Asia Pacific Center Phase 2           | Shenyang      | Chine               | 430 m                | 98     | ?                            |
| Greenland Center Tower 1                        | Kunming       | Chine               | 428 m                | ?      | ?                            |
| Nanjing Olympic Suning Tower                    | Nankin        | Chine               | 419,8 m              | 99     | 2025                         |
| Dongfeng Plaza Landmark Tower                   | Kunming       | Chine               | 407 m                | 100    | 2027                         |
| One Tower                                       | Moscou        | Russie              | 405,3 m              | 108    | 2025                         |
| The Imperial 3                                  | Bombay        | Inde                | 396 m                | 116    | 2025                         |
| Evergrande Center                               | Shenzhen      | Chine               | 393,9 m              | 71     | ?                            |
| 90 Doha Tower                                   | Doha          | Qatar               | 390,9 m              | 90     | ?                            |
| Tour de Riyad                                   | Riyad         | Arabie saoudite     | 389 m                | 98     | ?                            |
| La Maison by HDS                                | Dubaï         | Émirats arabes unis | 386,5 m              | 105    | ?                            |
| Forum 66 Tower 2                                | Shenyang      | Chine               | 384 m                | 76     | ?                            |
| Icon Tower 1                                    | Jakarta       | Indonésie           | 384 m                | 77     | ?                            |
| Guiyang World Trade Center Landmark Tower       | Guiyang       | Chine               | 380 m                | 92     | ?                            |
| Greenland Star City Light Tower                 | Changsha      | Chine               | 379,9 m              | 83     | 2025                         |
| The Square Capital Tower                        | Koweït        | Koweït              | 376 m                | 70     | ?                            |
| Hengfeng Guiyang Center Tower 1                 | Guiyang       | Chine               | 373,3 m              | 77     | 2024                         |
| Fairmont Kuala Lumpur Tower 1                   | Kuala Lumpur  | Malaisie            | 370 m                | 78     | ?                            |
| Arabtec Tower                                   | Dubaï         | Émirats arabes unis | 369,1 m              | 77     | ?                            |
| Kweichow Moutai Tower                           | Guiyang       | Chine               | 369 m                | ?      | ?                            |
| Global Financial Centre Tower 1                 | Shenyang      | Chine               | 366 m                | 75     | ?                            |
| 45 Broad Streel                                 | New York      | États-Unis          | 365,8 m              | 68     | ?                            |
| Luxury Height Tower                             | Doha          | Qatar               | 364,9 m              | 85     | ?                            |
| VietinBank Business Center Office Tower         | Hanoi         | Viêt Nam            | 363,2 m              | 68     | ?                            |
| Dubai Tower 1                                   | Djeddah       | Arabie saoudite     | 360 m                | 82     | ?                            |
| Sino Steel International Plaza T2               | Tianjin       | Chine               | 358 m                | 83     | ?                            |
| Fosun Bund Center T2                            | Wuhan         | Chine               | 356 m                | ?      | ?                            |
| Guowei ZY Plaza                                 | Zhuhai        | Chine               | 350 m                | 62     | ?                            |
| Agricultural Development Center Tower 1         | Harbin        | Chine               | 350 m                | ?      | ?                            |
| East World Building Tower                       | Doha          | Qatar               | 347,9 m              | 87     | ?                            |
| Skyfame Center Landmark Tower                   | Nanning       | Chine               | 346 m                | 72     | 2024                         |
| SUNAC Center                                    | Wuhan         | Chine               | 344 m                | 60     | ?                            |
| Xiamen Cross Strait Financial Centre            | Xiamen        | Chine               | 343,9 m              | 68     | 2025                         |
| The Climb Doha Tower                            | Doha          | Qatar               | 341,8 m              | 83     | ?                            |
| Tour de Riyad                                   | Riyad         | Arabie saoudite     | 338 m                | 73     | ?                            |
| Yintan Jinmao Plaza                             | Lanzhou       | Chine               | 338 m                | ?      | ?                            |
| Yuetai Zhuxi Financial Center                   | Jiangmen      | Chine               | 336 m                | 71     | ?                            |
| Poly 335 Financial Center Tower 1               | Guangzhou     | Chine               | 335,2 m              | 64     | 2024                         |
| Shengjing Finance Plaza T2                      | Shenyang      | Chine               | 334,3 m              | 68     | 2023                         |
| Mandarin Oriental Hotel Tower A                 | Chengdu       | Chine               | 333,1 m              | 73     | ?                            |
| Jiujiang IFC                                    | Jiujiang      | Chine               | 333 m                | 66     | ?                            |
| The Skyscraper                                  | Dubaï         | Émirats arabes unis | 330 m                | 66     | ?                            |
| Fortune Tower                                   | Jakarta       | Indonésie           | 330 m                | ?      | ?                            |
| Huaguoyuan Zone D                               | Guiyang       | Chine               | 330 m                | ?      | ?                            |
| Huaguoyuan Zone N                               | Guiyang       | Chine               | 330 m                | ?      | ?                            |
| Global Financial Centre Tower 2                 | Shenyang      | Chine               | 328 m                | 80     | ?                            |
| The One Ritz-Carlton Tower                      | Colombo       | Sri Lanka           | 326 m                | 80     | ?                            |
| Dongfeng Plaza Tower 2                          | Kunming       | Chine               | 326 m                | 72     | 2026                         |
| Zhongtian Future Ark Global Valley Tower 5      | Guiyang       | Chine               | 322 m                | 62     | 2024                         |
| Palais Royale                                   | Bombay        | Inde                | 320 m                | 88     | ?                            |
| Evergrande International Center A               | Nanning       | Chine               | 320 m                | 68     | ?                            |
| The Pinnacle Tower                              | Nairobi       | Kenya               | 320 m                | 67     | ?                            |
| Radio Doha Tower                                | Doha          | Qatar               | 318,2 m              | 81     | ?                            |
| China South City Tower 1                        | Nanning       | Chine               | 318 m                | 68     | ?                            |
| Yurun International Tower                       | Huai'an       | Chine               | 317 m                | 75     | ?                            |
| M101 Skywheel                                   | Kuala Lumpur  | Malaisie            | 316,6 m              | 79     | ?                            |
| Torre Santander                                 | Mexico        | Mexique             | 316 m                | 72     | 2026                         |
| Asia Africa Tower                               | Bandung       | Indonésie           | 316 m                | 48     | ?                            |
| Zhongtian Future Ark City Window Office Tower   | Guiyang       | Chine               | 314 m                | 58     | ?                            |
| Soccer Doha Tower                               | Doha          | Qatar               | 312,1 m              | 80     | ?                            |
| The Stratford Residences                        | Makati        | Philippines         | 312 m                | 74     | ?                            |
| Namaste Tower                                   | Bombay        | Inde                | 310 m                | 63     | ?                            |
| Chengdu Poly International Plaza                | Chengdu       | Chine               | 309 m                | ?      | ?                            |
| Nanjing International Center 3                  | Nankin        | Chine               | 306 m                | 66     | 2024                         |
| Global Trade Center                             | Xi'an         | Chine               | 303 m                | 63     | 2024                         |
| Greenland Center Tower 1                        | Xining        | Chine               | 303 m                | ?      | 2025                         |
| Shimao Pingshan Center                          | Shenzhen      | Chine               | 302 m                | 62     | ?                            |
| Shang Xin International Plaza                   | Chongqing     | Chine               | 301,4 m              | 65     | ?                            |
| Greenland Center North Tower                    | Yinchuan      | Chine               | 301 m                | 58     | ?                            |
| Greenland Center Sorth Tower                    | Yinchuan      | Chine               | 301 m                | 54     | ?                            |
| 3 Hudson Boulevard                              | New York      | États-Unis          | 300,8 m              | 56     | ?                            |
| Brys Buzz                                       | Greater Noida | Inde                | 300 m                | 82     | ?                            |
| Shimao SIC 1                                    | Nankin        | Chine               | 300 m                | 64     | ?                            |
| Supernova Spira                                 | Noida         | Inde                | 300 m                | 80     | 2024                         |
| Tameer Commercial Tower                         | Dubaï         | Émirats arabes unis | 300 m                | 74     | ?                            |
| Shimao Riverside Block D2b                      | Wuhan         | Chine               | 300 m                | 53     | 2026                         |
| Runhua Global Center 1                          | Changzhou     | Chine               | 300 m                | 63     | ?                            |

## Galerie de paysages urbains

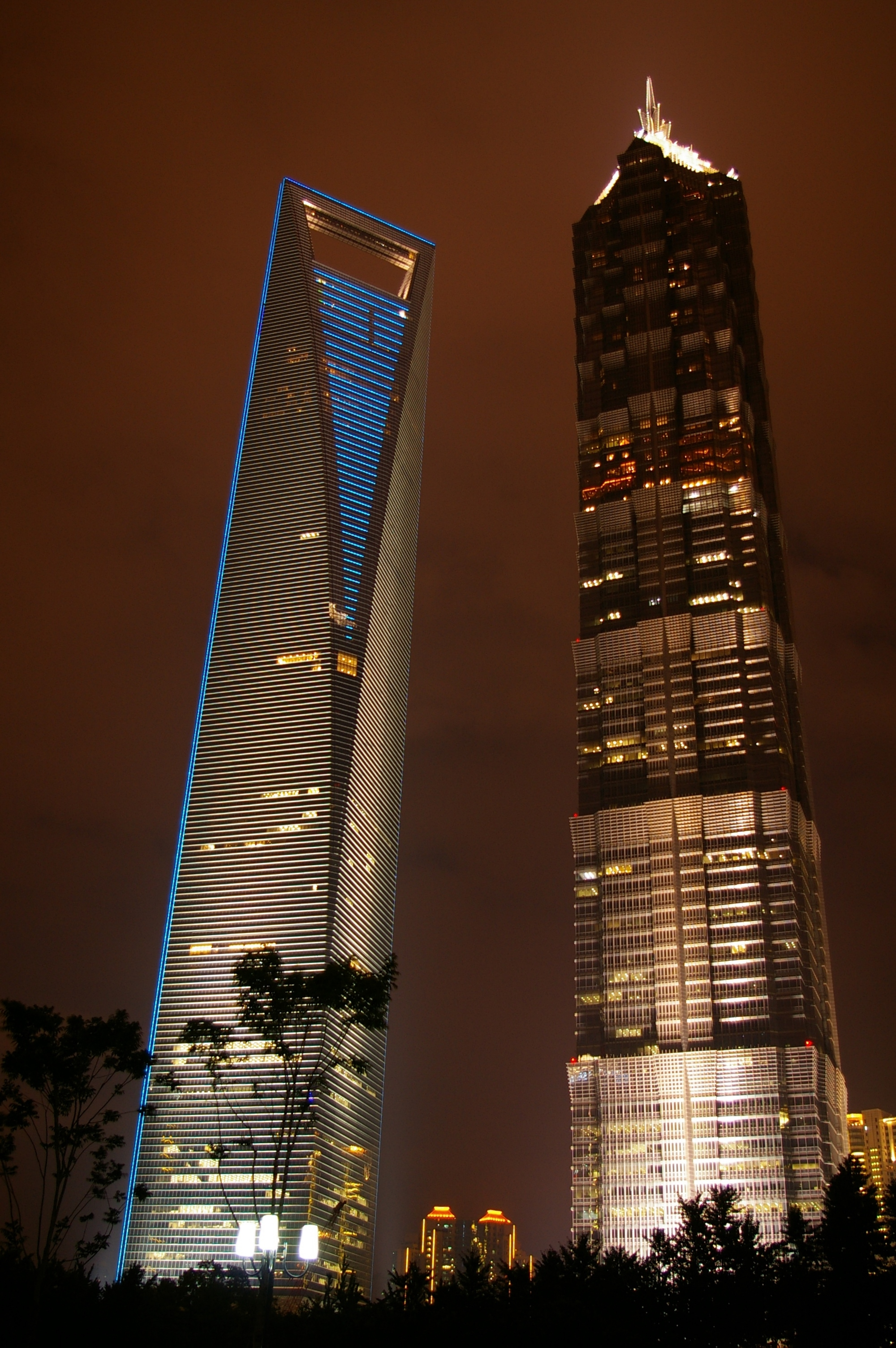
Jin Mao Tower et Shanghai World Financial Center.
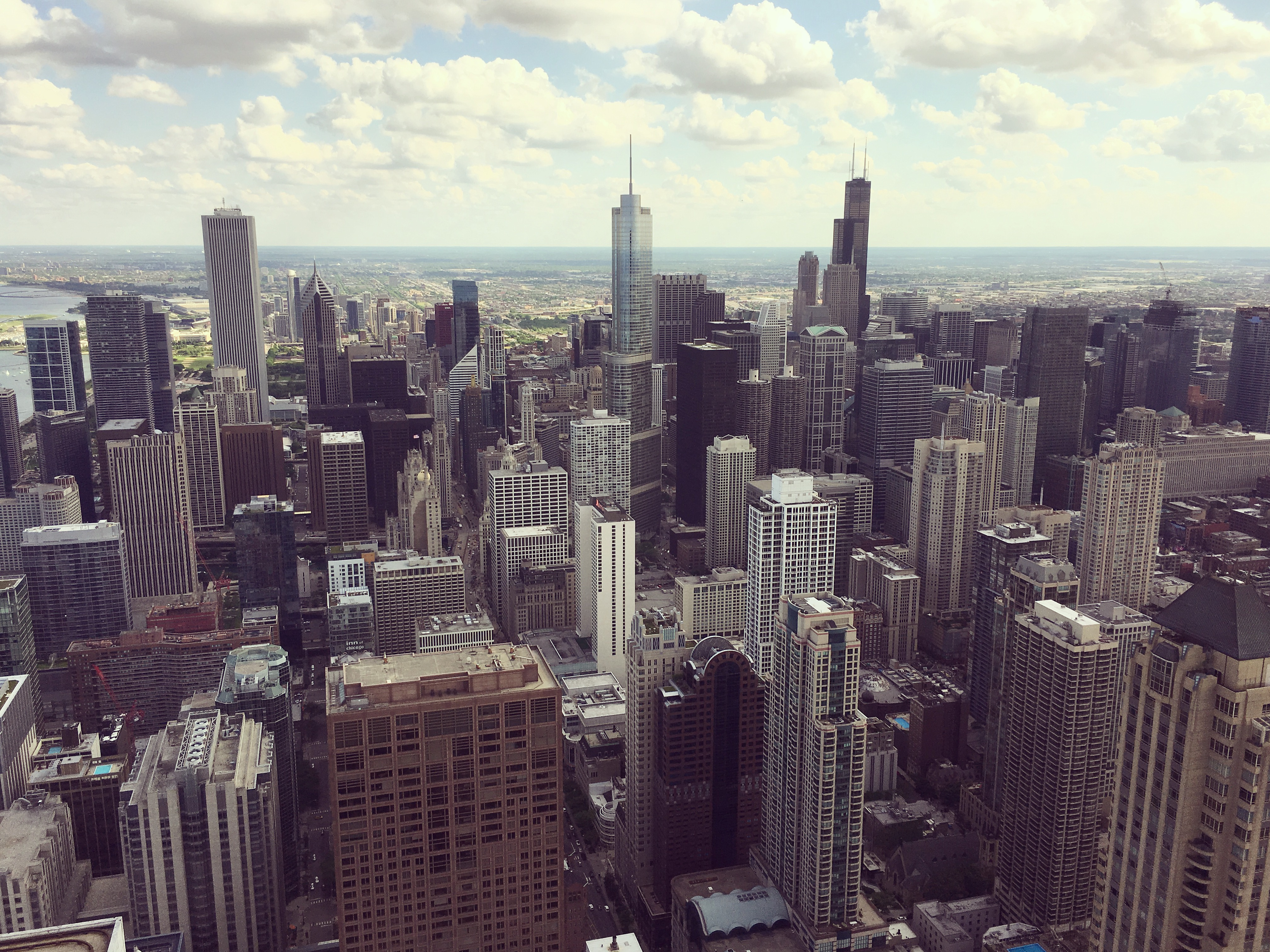
Vue de Downtown Chicago depuis le 875 North Michigan Avenue.
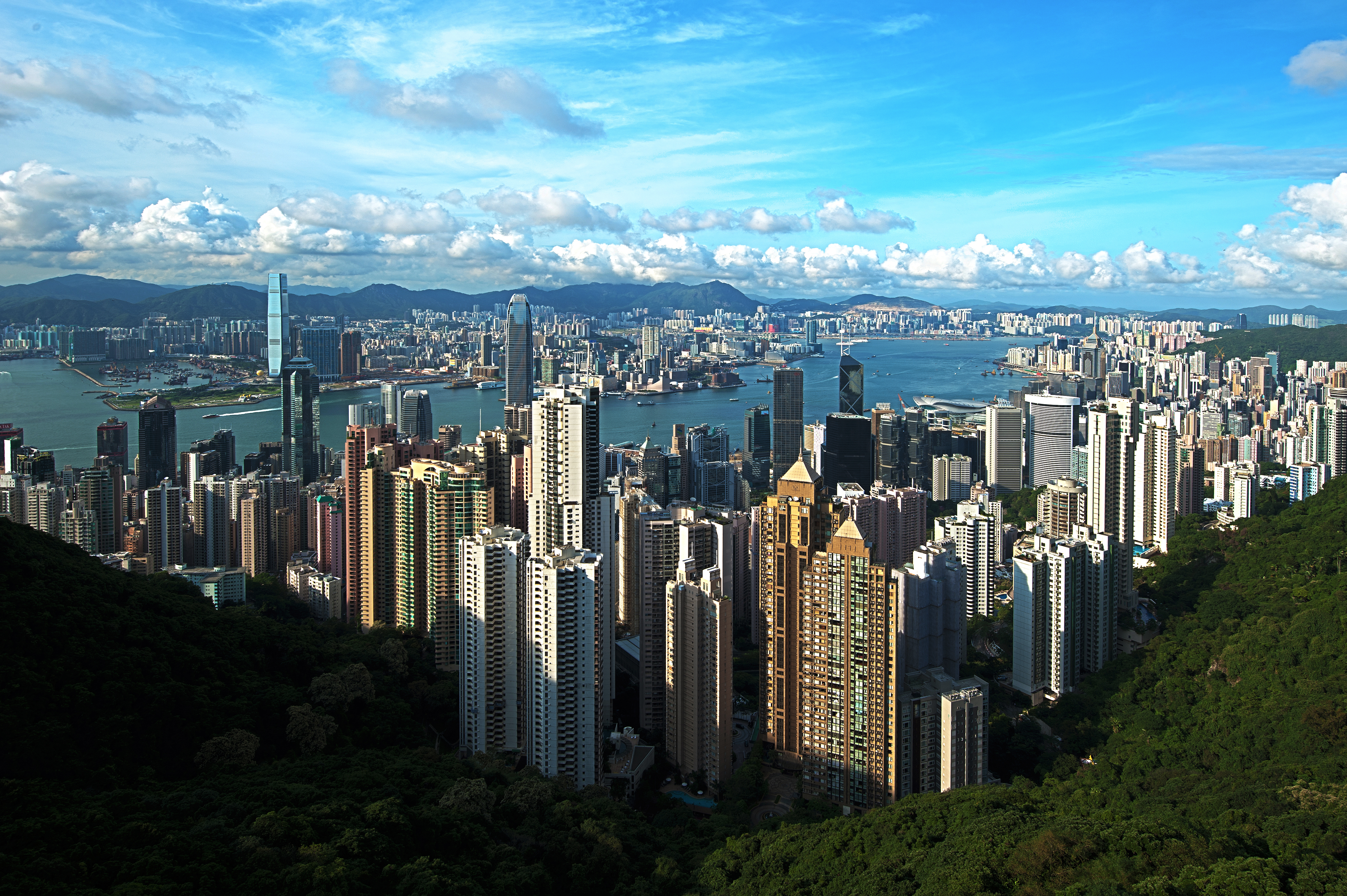
Hong Kong avec entre autres International Commerce Centre, Two International Finance Center et Bank of China Tower.
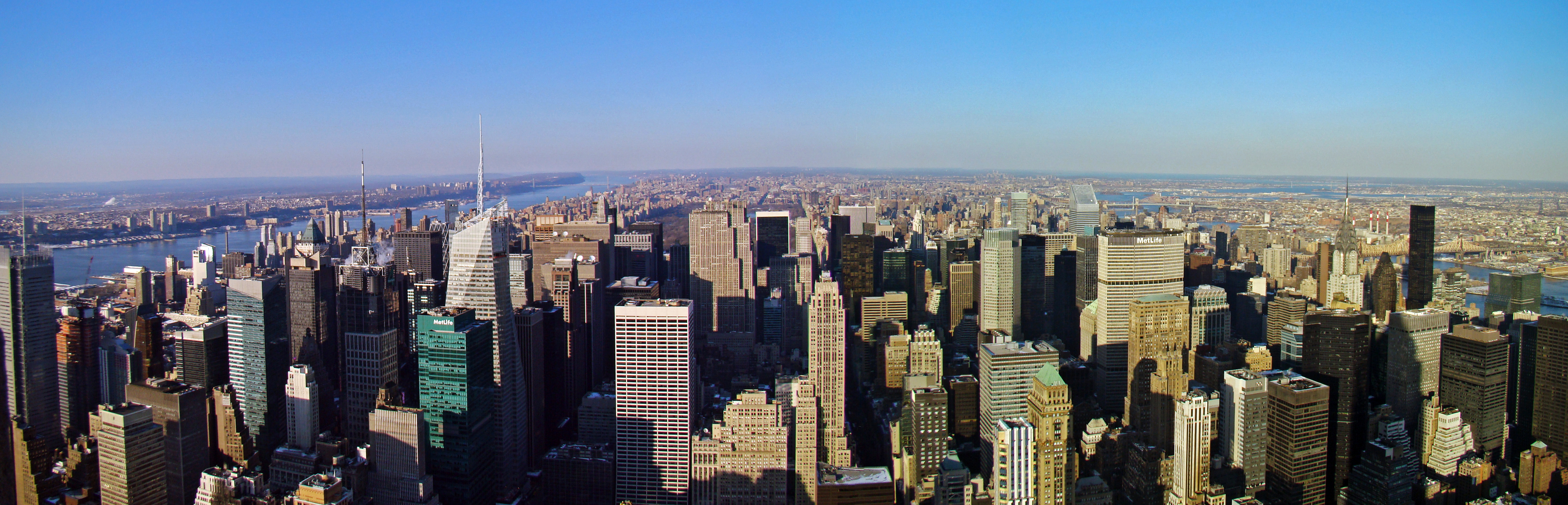
Vue de Midtown Manhattan depuis l'Empire State Building, à New York.
Le Downtown Los Angeles.
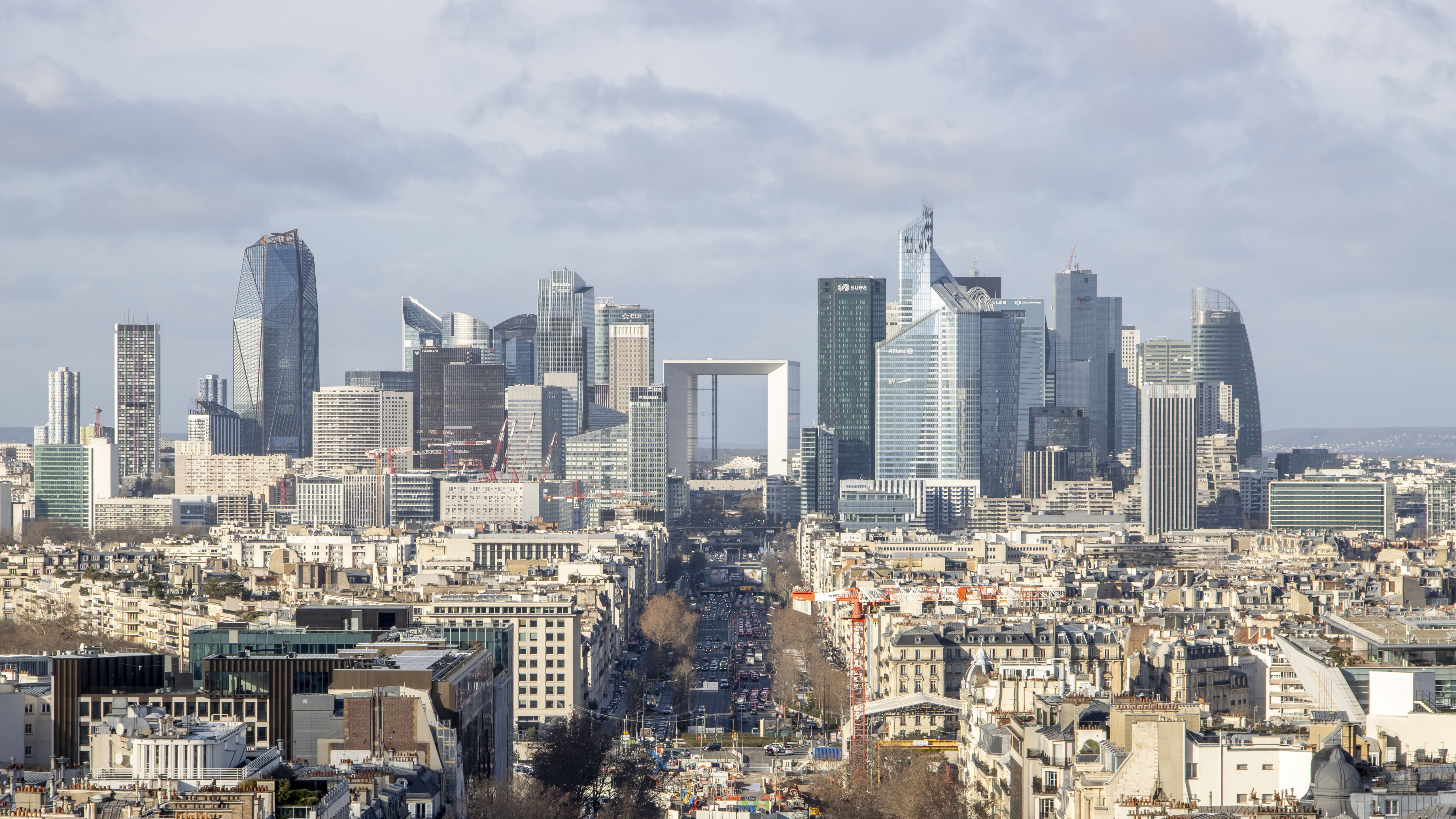
Vue de la Défense depuis l'Arc de Triomphe, à Paris.

## Liste des plus hautes structures autoportantes

Classement des plus hautes tours autoportantes.

Cette liste classe les structures autoportantes de 400 mètres ou plus par leur hauteur maximale. Les mâts et les plateformes ne sont pas inclus. Certains édifices apparaissant dans le classement ne sont encore achevés mais culminent déjà à leur hauteur définitive.
| Nom                                           | Localisation               | Année | Hauteur      | Étages |
| --------------------------------------------- | -------------------------- | ----- | ------------ | ------ |
| Burj Khalifa                                  | Émirats arabes unis, Dubaï | 2010  | 828 mètres   | 163    |
| Merdeka 118                                   | Malaisie, Kuala Lumpur     | 2022  | 679 mètres   | 118    |
| Tokyo Skytree                                 | Japon, Tokyo               | 2012  | 634 mètres   | 29     |
| Tour Shanghai                                 | Chine, Shanghai            | 2015  | 632 mètres   | 128    |
| Abraj Al Bait Towers                          | Arabie saoudite, La Mecque | 2012  | 601 mètres   | 120    |
| Tour de télévision et de tourisme de Canton   | Chine, Guangzhou           | 2010  | 600 mètres   | 37     |
| Ping An Finance Centre                        | Chine, Shenzhen            | 2017  | 599,2 mètres | 115    |
| Goldin Finance 117                            | Chine, Tianjin             | 2022  | 596,6 mètres | 128    |
| Lotte World Tower                             | Corée du Sud, Séoul        | 2017  | 555,7 mètres | 123    |
| Tour CN                                       | Canada, Toronto            | 1976  | 553,3 mètres | 147    |
| One World Trade Center                        | États-Unis, New York       | 2014  | 546,2 mètres | 94     |
| Tour Ostankino                                | Russie, Moscou             | 1967  | 540 mètres   | 120    |
| CTF Finance Centre                            | Chine, Guangzhou           | 2016  | 530 mètres   | 128    |
| Tianjin Chow Tai Fook Binhai Center           | Chine, Tianjin             | 2019  | 530 mètres   | 97     |
| China Zun                                     | Chine, Pékin               | 2018  | 528 mètres   | 108    |
| Willis Tower                                  | États-Unis, Chicago        | 1973  | 527,3 mètres | 110    |
| Taipei 101                                    | Taïwan, Taipei             | 2004  | 508 mètres   | 101    |
| Shanghai World Financial Center               | Chine, Shanghai            | 2008  | 492 mètres   | 101    |
| International Commerce Centre                 | Hong Kong                  | 2010  | 484 mètres   | 118    |
| Central Park Tower                            | États-Unis, New York       | 2020  | 472,4 mètres | 98     |
| Lakhta Center                                 | Russie, Saint-Pétersbourg  | 2018  | 462 mètres   | 86     |
| Oriental Pearl Tower                          | Chine, Shanghai            | 1994  | 467,9 mètres | 114    |
| 875 North Michigan Avenue                     | États-Unis, Chicago        | 1969  | 457,2 mètres | 100    |
| Changsha IFS Tower T1                         | Chine, Changsha            | 2018  | 452,1 mètres | 94     |
| Petronas Tower I                              | Malaisie, Kuala Lumpur     | 1998  | 451,9 mètres | 88     |
| Petronas Tower II                             | Malaisie, Kuala Lumpur     | 1998  | 451,9 mètres | 88     |
| Suzhou IFS                                    | Chine, Suzhou              | 2019  | 450 mètres   | 98     |
| Zifeng Tower                                  | Chine, Nankin              | 2009  | 450 mètres   | 89     |
| Empire State Building                         | États-Unis, New York       | 1931  | 443,2 mètres | 102    |
| Kingkey 100                                   | Chine, Shenzhen            | 2011  | 441,8 mètres | 100    |
| Guangzhou International Finance Center        | Chine, Guangzhou           | 2010  | 437,5 mètres | 103    |
| Wuhan Center                                  | Chine, Wuhan               | 2019  | 438 mètres   | 88     |
| Borj-e Milad                                  | Iran, Téhéran              | 2007  | 435 mètres   | –      |
| One Vanderbilt                                | États-Unis, New York       | 2020  | 427 mètres   | 58     |
| Marina 101                                    | Émirats arabes unis, Dubaï | 2017  | 426,5 mètres | 101    |
| 432 Park Avenue                               | États-Unis, New York       | 2015  | 425,5 mètres | 88     |
| Trump International Hotel and Tower           | États-Unis, Chicago        | 2009  | 423,2 mètres | 98     |
| Menara Kuala Lumpur                           | Malaisie, Kuala Lumpur     | 1995  | 421 mètres   | –      |
| Jin Mao Tower                                 | Chine, Shanghai            | 1998  | 421 mètres   | 88     |
| Centrale thermique d'Ekibastouz               | Kazakhstan, Ekibastouz     | 1987  | 420 mètres   | –      |
| Two International Finance Centre              | Hong Kong                  | 2003  | 415 mètres   | 88     |
| Tour de radio-télédiffusion de Tianjin        | Chine, Tianjin             | 1991  | 415 mètres   | –      |
| Princess Tower                                | Émirats arabes unis, Dubaï | 2012  | 414 mètres   | 101    |
| Al Hamra Tower                                | Koweït, Koweït             | 2011  | 413 mètres   | 77     |
| Two International Finance Centre              | Hong Kong                  | 2003  | 412 mètres   | 88     |
| Tour centrale de radio-télédiffusion de Pékin | Chine, Pékin               | 1992  | 410,5 mètres | –      |

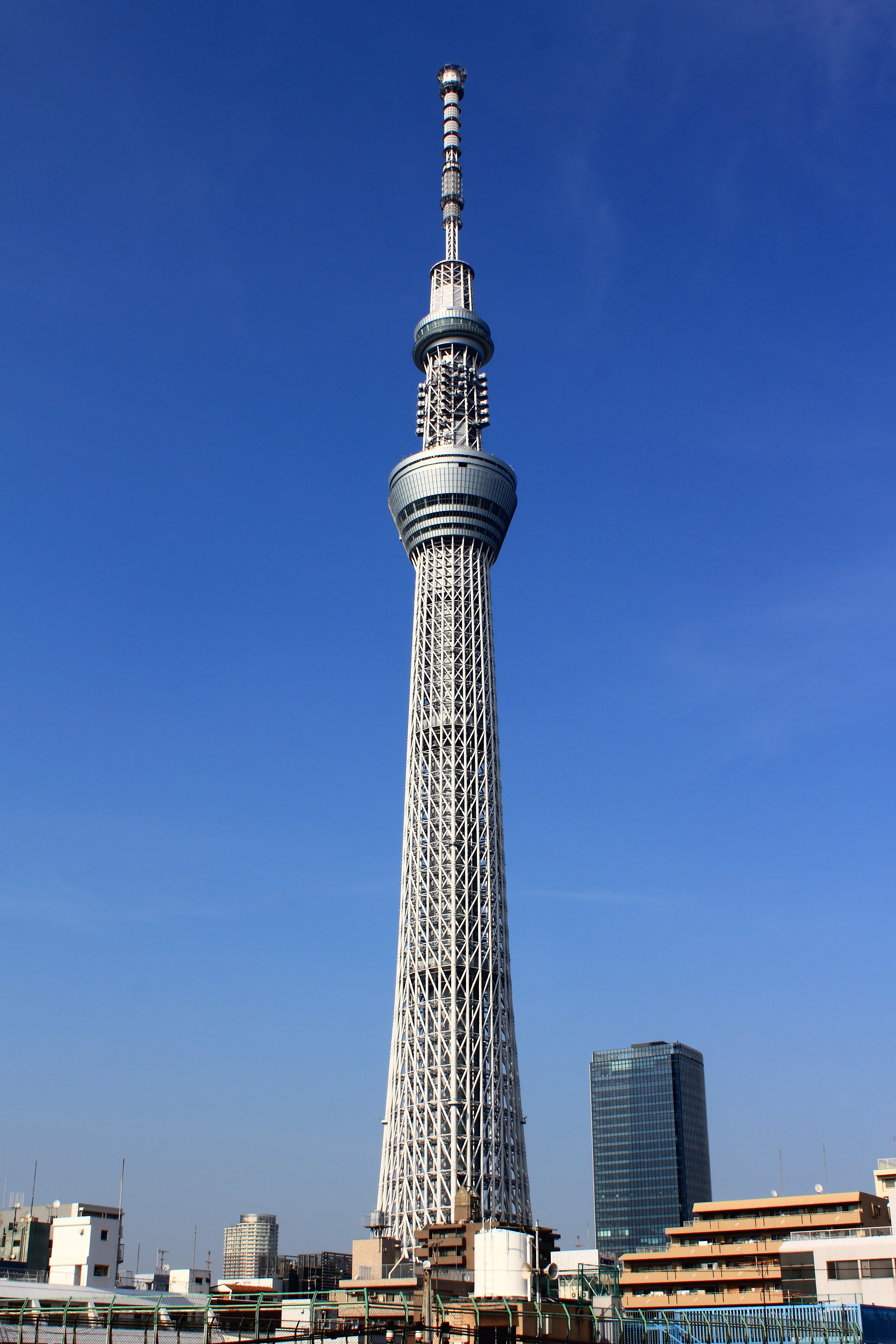
Tokyo Skytree.
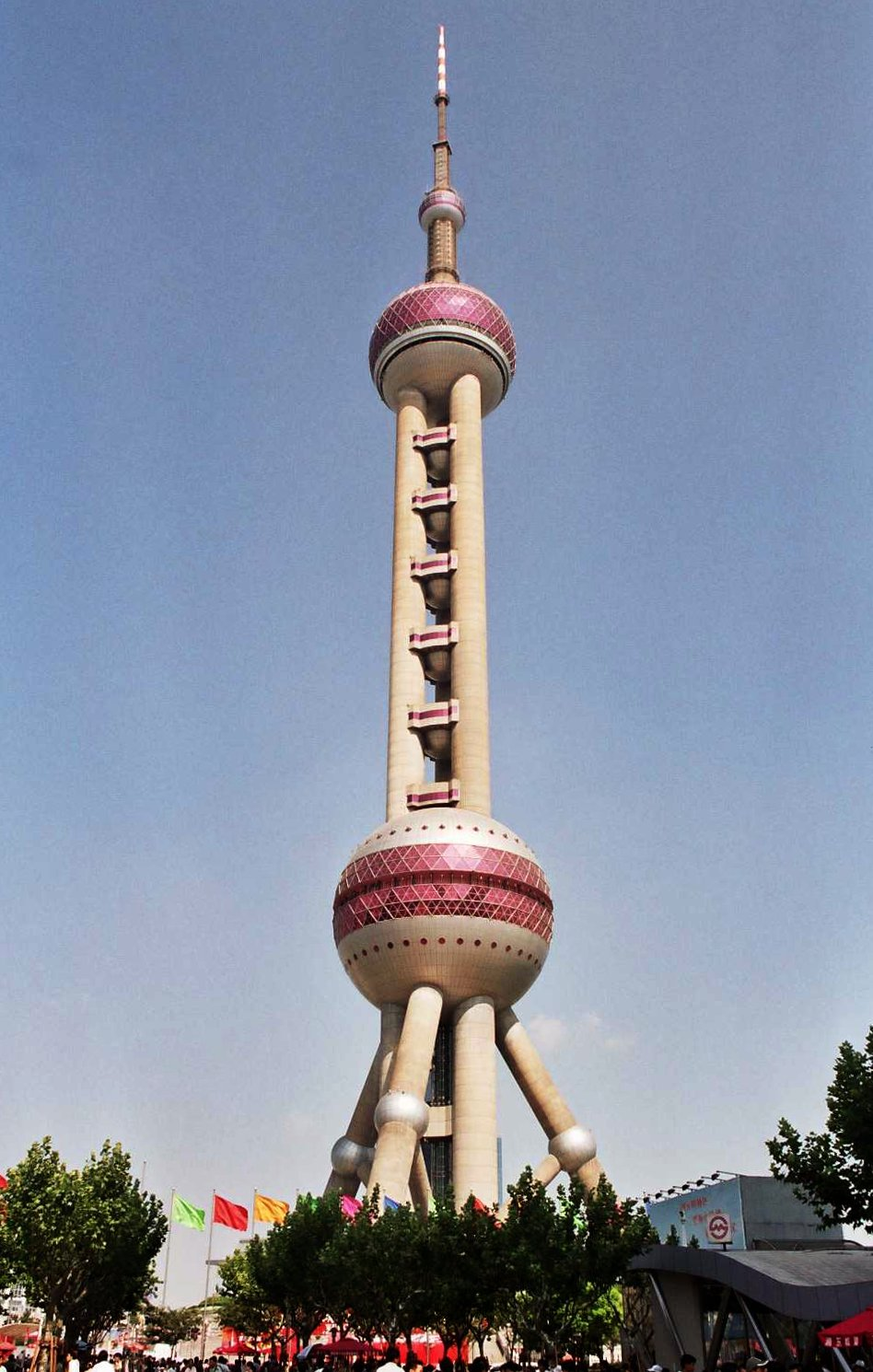
Oriental Pearl Tower.
Tour Eiffel, première structure à dépasser les 300 mètres de hauteur.

## Les plus hauts observatoires du monde
| NOM                                         | Ville.       | Pays                | Hauteur de l'observatoire (en mètres) | Année | Dates du record | Remarque |
| Tour Shanghai                               | Shanghai     | Chine               | 561                                   | 2015  | Depuis 2015     | La tour fait 632 mètres. |
| Burj Khalifa                                | Dubaï        | Émirats arabes unis | 555                                   | 2010  | 2014-2015       | Observatoire extérieur. La tour fait 829,8 mètres. Un autre observatoire à 452 mètres.                                                            |
| Tour de télévision et de tourisme de Canton | Canton       | Chine               | 488                                   | 2009  | 2011-2014       | Observatoire extérieur. La tour fait 600 mètres. Observatoire intérieur à 449 mètres.                                                             |
| Shanghai World Financial Center             | Shanghai     | Chine               | 474                                   | 2008  | 2008-2011       | Observatoire intérieur. La tour fait 494 mètres. Deux autres observatoires à 423 et 439 mètres.                                                   |
| Tokyo Skytree                               | Tokyo        | Japon               | 451,2                                 | 2011  |                 | Observatoire intérieur. La tour fait 634 mètres. Un autre observatoire intérieur à 350 mètres.                                                    |
| Tour CN                                     | Toronto      | Canada              | 446,7                                 | 1976  | 1976 - 2008     | Observatoire intérieur. La Tour fait 553 mètres. Deux autres observatoires à 342 (extérieur) et 346 mètres (intérieur).                           |
| World Trade Center (Tour Sud)               | New York     | États-Unis          | 420                                   | 1973  | 1973 - 1976     | Observatoire extérieur et intérieur. Détruit le 11 septembre 2001                                                                                 |
| Willis Tower                                | Chicago      | États-Unis          | 412,7                                 | 1973  |                 | Observatoire intérieur. La tour fait 527 mètres (avec l'antenne). Un autre observatoire à 314 mètres.                                             |
| International Commerce Centre               | Hong Kong    | Hong Kong           | 393                                   | 2010  |                 | Observatoire intérieur. La tour fait 484 mètres.                                                                                                  |
| Taipei 101                                  | Taipei       | Taïwan              | 391,6                                 | 2004  |                 | Observatoire extérieur. La tour fait 509 mètres (avec l'antenne). Observatoire intérieur à 383 mètres.                                            |
| One World Trade Center                      | New York     | États-Unis          | 386,6                                 | 2013  |                 | Observatoire intérieur. La tour fait 541 mètres (avec l'antenne).                                                                                 |
| Tours Petronas (Tour 2)                     | Kuala Lumpur | Malaisie            | 370                                   | 1998  |                 | Observatoire intérieur. Les tours font 452 mètres. Une passerelle d’acier accessible aux visiteurs relie les deux tours à 170 mètres du sol.      |
| Empire State Building                       | New York     | États-Unis          | 369                                   | 1931  | 1931 - 1973     | Observatoire extérieur. La tour fait 443 mètres (avec l'antenne). Un autre observatoire à 320 mètres.                                             |
| Oriental Pearl Tower                        | Shanghai     | Chine               | 350                                   | 1995  |                 | Observatoire intérieur. La tour fait 468 mètres. Deux autres observatoires à 90 et 263 mètres. Un restaurant panoramique (tournant) à 267 mètres. |
| Tuntex Sky Tower                            | Kaohsiung    | Taïwan              | 341                                   | 1997  |                 | La tour fait 378 mètres (avec l'antenne). |
| Tour Jinmao                                 | Shanghai     | Chine               | 340,1                                 | 1998  |                 | Observatoire intérieur. La tour fait 420,5 mètres.                                                                                                |
| Tour Ostankino                              | Moscou       | Russie              | 340                                   | 1967  |                 | Observatoire intérieur. La tour fait 540 mètres.                                                                                                  |
| 875 North Michigan Avenue                   | Chicago      | États-Unis          | 313,8                                 | 1969  |                 | Observatoire intérieur. La tour fait 457 mètres (avec l'antenne).                                                                                 |
| Tour Milad                                  | Téhéran      | Iran                | 312                                   |       |                 | L'antenne fait 435 mètres. |
| The Shard                                   | Londres      | Royaume-Uni         | 304                                   | 2012  |                 | Observatoire extérieur. La tour fait 310 mètres.                                                                                                  |
| Tour Eiffel                                 | Paris        | France              | 294                                   | 1889  | 1889 - 1931     | Observatoire extérieur. La tour fait 323 mètres. Deux autres observatoires à 58 et 116 mètres.                                                    |
| Eureka Tower                                | Melbourne    | Australie           | 285                                   | 2006  |                 | Observatoire intérieur. La tour fait 297 mètres.                                                                                                  |
| One Raffles Place                           | Singapour    | Singapour           | 280                                   | 1986  |                 | Observatoire extérieur. La tour fait 280 mètres.                                                                                                  |
| Grande Mosquée d'Alger                      | Alger        | Algérie             | 270                                   | 2018  |                 | Observatoire par ascenseur panoramique au sommet de la tour/minaret.                                                                              |
| Tour Montparnasse                           | Paris        | France              | 210                                   | 1972  |                 | Observatoire extérieur. La tour fait 210 mètres.                                                                                                  |